# Orsoy
Orsoy [ˈɔʁzaʊ̯], von circa 1273 bis 1974 eine eigenständige Stadt zuletzt innerhalb des Kreises Moers, ist heute ein Stadtteil (amtlich Wohnplatz) und einer von vier Stadtbezirken der nordrhein-westfälischen Stadt Rheinberg am linken Niederrhein im Kreis Wesel.
Übersetzt bedeutet das Wort Orsoy (gesprochen: im Standarddeutschen: Orsau, im Niederrheinischen bzw. präziser im Orsoyer Platt kurz und hart: O(r)schau, früher auch Ö(r)schau) in etwa „Pferdewiese“ (Rossaue). Orsoy ist wegen der Rheinpromenade, seiner Festungsmauern und seiner historischen Innenstadt ein beliebter Ausflugsort, von dem mit der Rheinfähre Orsoy–Walsum zum rechtsrheinisch gelegenen Duisburger Stadtteil Walsum übergesetzt werden kann. Zum Stadtbezirk Orsoy gehören der Ortsteil Orsoyerberg, sowie die Weiler Drießen, Plank, Hasenfeld und Milchplatz. Die ehemalige Gemeinde Orsoy-Land wurde bis 1971 durch die Stadt Orsoy in Personalunion verwaltet.

## Geografie

### Geografische Lage
Orsoy liegt linksrheinisch am Niederrhein. Aufgrund starker Bergsenken liegen einige Teile des Orts unter oder knapp über dem Wasserspiegel des Rheins.

### Klima
Orsoy weist ein ganzjährig gemäßigtes Klima auf. Die jährliche Durchschnittstemperatur beträgt etwa 11 °C und schwankt dabei zwischen 3 °C im Monat Februar sowie 20,1 °C im Monat Juli. Die mittlere Tiefsttemperatur liegt knapp oberhalb der Frostgrenze. Frostgefahr besteht zwischen September und April.
Gleichzeitig liegen die monatlichen Maximal- und Minimalwerte weit auseinander. Neben milden Wintern mit Tageshöchstwerten um 14 °C treten kalte Winter mit Tiefstwerten von bis zu −17 °C auf. Es treten ebenso heiße, trockene wie kühle, feuchte Sommer auf.
Die jährliche Niederschlagssumme liegt bei etwa 640 mm. Die niederschlagreichsten Monate sind Juli und August. Monatlich fällt an 9 bis 14 Tagen Niederschlag. Bedingt durch das insgesamt eher milde Klima ist Schneefall eher selten.
|                        | Jan  | Feb  | Mär  | Apr  | Mai  | Jun  | Jul  | Aug  | Sep  | Okt  | Nov  | Dez  |   |       |
| Mittl. Temperatur (°C) | 3,6  | 3,0  | 7,3  | 11,3 | 15,5 | 17,8 | 20,1 | 19,9 | 15,7 | 11,4 | 7,4  | 4,1  | ⌀ | 11,5  |
| Mittl. Tagesmax. (°C)  | 5,8  | 6,9  | 11,2 | 17,8 | 21,4 | 24,3 | 26,8 | 24,9 | 20,9 | 15,5 | 10,4 | 6,4  | ⌀ | 16,1  |
| Mittl. Tagesmin. (°C)  | 0,7  | 0,8  | 2,4  | 6,5  | 10,2 | 12,9 | 15,6 | 14,5 | 11,6 | 8,4  | 5,3  | 1,9  | ⌀ | 7,6   |
|                        |      |      |      |      |      |      |      |      |      |      |      |      |   |       |
| Niederschlag (mm)      | 48,1 | 56,2 | 45,6 | 32,5 | 63,5 | 52,5 | 71,5 | 81,3 | 36,1 | 47,8 | 54,6 | 49,5 | Σ | 639,2 |
|                        |      |      |      |      |      |      |      |      |      |      |      |      |   |       |
| Regentage (d)          | 14   | 13   | 11   | 9    | 12   | 10   | 13   | 13   | 9    | 11   | 12   | 14   | Σ | 141   |

| 0,7 |

| 0,8 |

| 2,4 |

| 6,5 |

| 10,2 |

| 12,9 |

| 15,6 |

| 14,5 |

| 11,6 |

| 8,4 |

| 5,3 |

| 1,9 |

| 0,7 |

| 0,8 |

| 2,4 |

| 6,5 |

| 10,2 |

| 12,9 |

| 15,6 |

| 14,5 |

| 11,6 |

| 8,4 |

| 5,3 |

| 1,9 |

## Festung Orsoy
| Zeitraum  | Beschreibung                                                                             |
| --------- | ---------------------------------------------------------------------------------------- |
| 1139–1273 | Befestigte Stadt (Ort mit bäuerlichen Anwesen)                                           |
| 1273–1438 | Feste Stadt (Eine Stadt wird nach der Errichtung der Mauer und der Stadttore so genannt) |
| 1565–1581 | Festung (neuitalienisch)                                                                 |
| 1632–1640 | Festung (altniederländisch)                                                              |

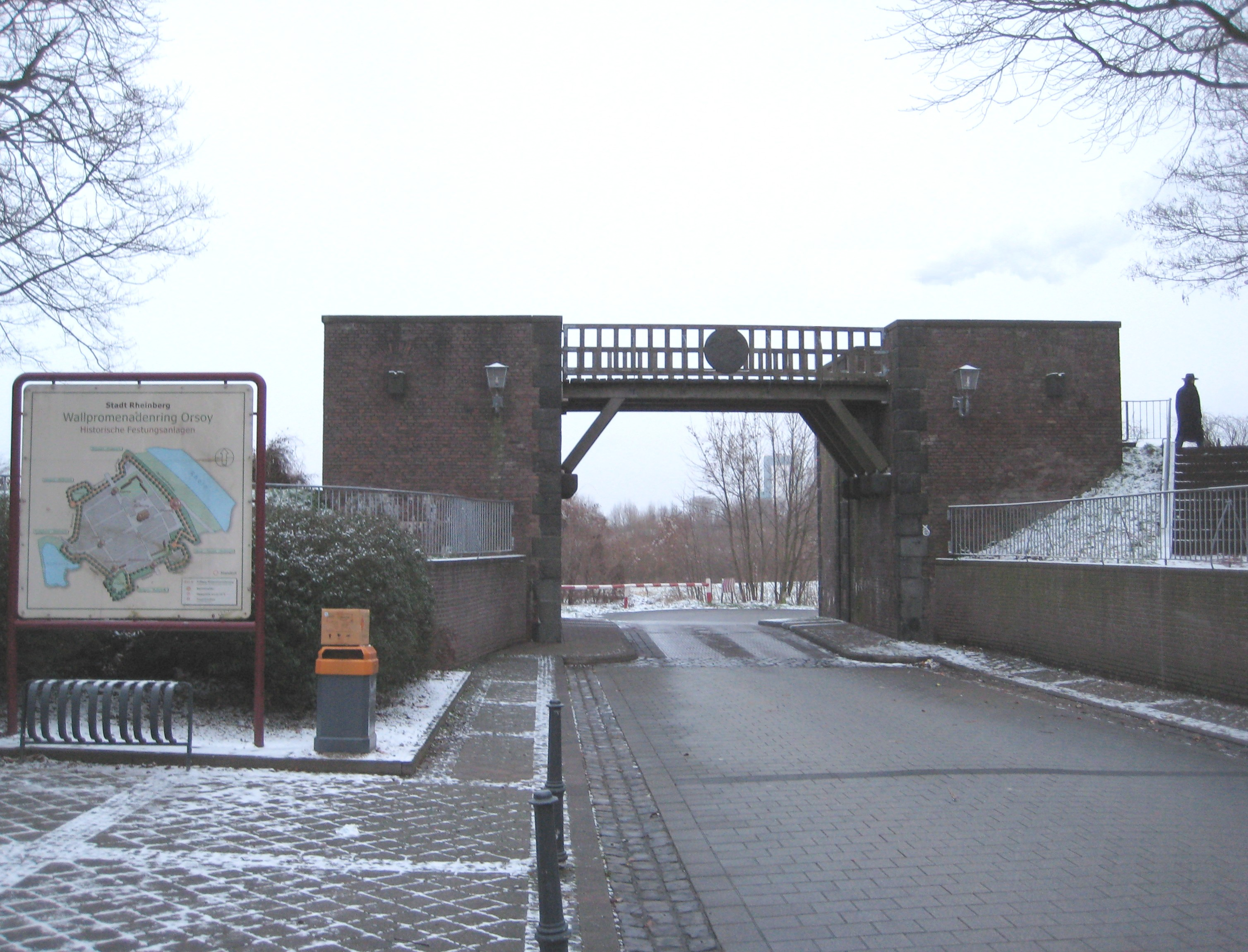
Das als Schutz vor Hochwasser 1937 vom Architekten Helmut Hentrich entworfene Rheintor

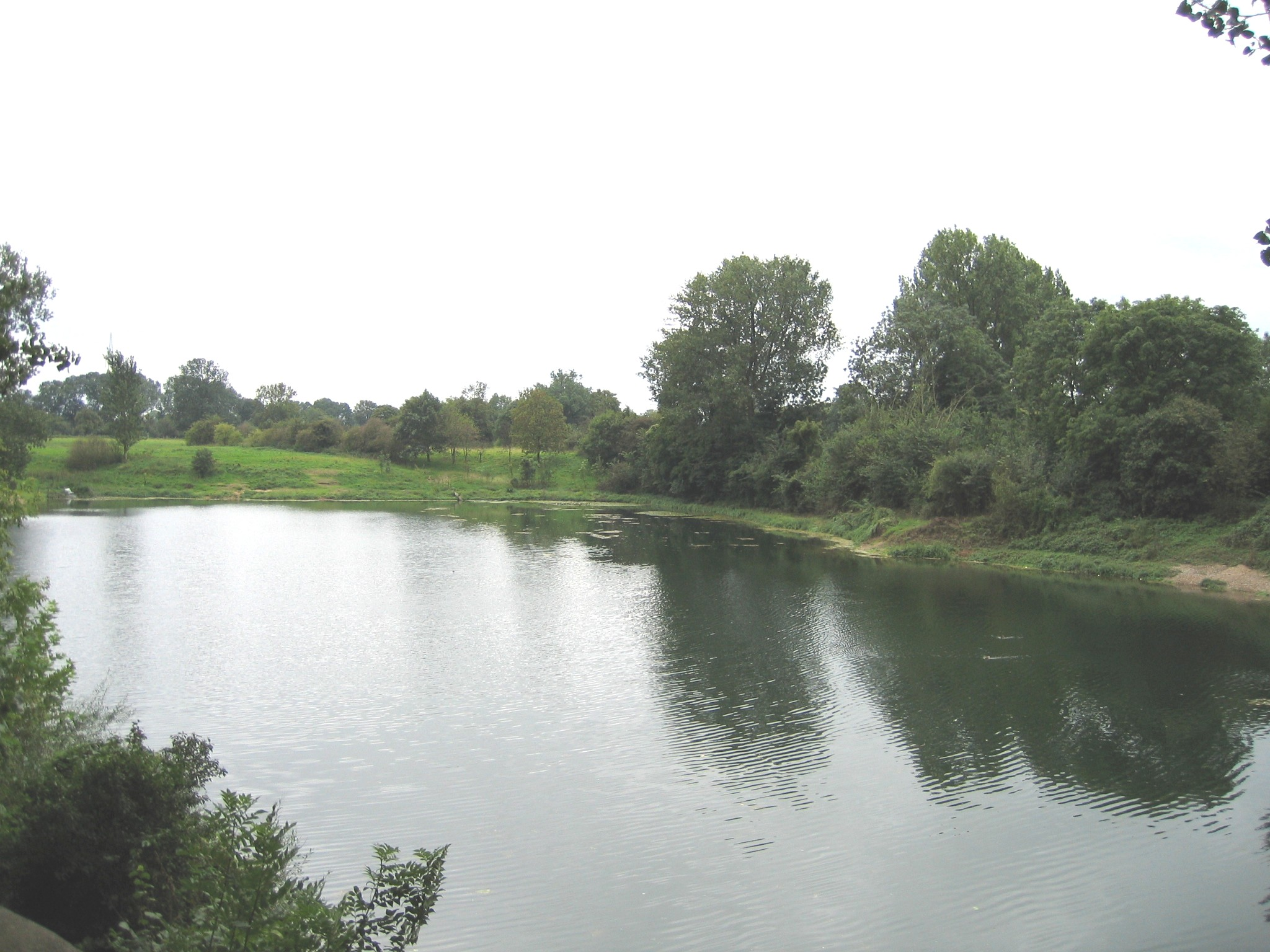
Blick auf Graben mit Glacis vor Bastion

Der Ort wird in großen Teilbereichen von einer mittelalterlichen Stadtmauer mit 4 Stadttoren umgeben (1. Befestigungsring). Das letzte der noch vorhandenen historischen Stadttore, das Kuhtor, wurde im Rahmen der Kriegshandlungen 1945 zerstört. Die Tore selbst waren Doppeltoranlagen mit Vortor, Zwinger und dem Haupttor. Am Kuhtor wurde schon früh eine vorgelagerte Barbakane (vgl. Abbildung: Festung Orsoy um 1650) errichtet. Das heute noch genutzte Hochwasserschutztor (Wassertor oder Rheintor) wurde erst 1937 errichtet. Außerdem gab es diverse Mauertürme sowie vier Ecktürme. Der heute noch vorhandene 18 Meter hohe Pulverturm (ehem. Mühlenturm – urspr. der Einzige in die Mauer integrierte Eckturm der Stadtmauer) veranschaulicht die Ausmaße der Stadtbefestigung. Vom blauen Turm sind nur noch das Fundament und Reste der Grundmauern erhalten geblieben.
Der 2. Befestigungsring – 5 Bollwerke (Bastionen), Hauptwall, Hauptgraben – ist komplett erhalten. Die fünf Bollwerke bestehen aus Erde mit einem gemauerten Fundament auf Grabenhöhe. Dieser gemauerte Sockel der Bollwerke ist von Erde und Bewuchs bedeckt, an zwei Stellen in Orsoy ist dieser Sockel jedoch freigelegt.
Die fünf Bastionen und die begehbaren Kurtinen zwischen ihnen sind (im Rahmen des Wallpromenadenrings) durch Wege erschlossen. Sie heben sich immer noch deutlich von der Landschaft ab und stehen unter Denkmalschutz.
Die Festung Orsoy ist nach zwei unterschiedlichen Festungsbaumanieren errichtet worden: neuitalienisch (2. Ring) und altniederländisch (3. Ring).
Der neuitalienische Teil geht auf Johann d. Ä. Pasqualini (Sohn von Alessandro Pasqualini) zurück. Zu diesem Teil gehören auch die fünf Bollwerke. Die Verbindungen der einzelnen Bollwerke (Bastionen) untereinander nennt man Kurtine oder deutsch: den Hauptwall (z. B. Südwall). Davor liegt die Wasserfläche des ehem. Hauptgrabens. Der Hauptgraben ist heute bis auf den Bereich vor der Bastion Kuhpforte (Kuhteich – vgl. Abbildung: Historische Festungsanlagen: Befestigungsring 1 + 2) komplett trocken.
Der altniederländische Teil stellt den 3. Befestigungsring dar. Zu diesem altniederländischen Teil gehören die vier Ravelins zwischen den Bollwerken. Zur Errichtung der Ravelins wurde der Hauptgraben ausgebaut und verbreitert. Auch die „Zollinsel“ (im Rhein) vor dem Rheintor war Ravelin „ähnlich“ ausgebaut, gilt aber nicht als 5. Ravelin. Das 1. Ravelin zwischen Kastells- und Henkesbollwerk ist kaum noch im Gelände erkennbar. Das 2. Ravelin befindet sich auf der Fläche des Krankenhauses, das 3. im Nahbereich des Kuhteiches. Das 4. Ravelin (Süd-Ravelin) vor dem ehemaligen Binsheimer Tor ist genau nach Süden ausgerichtet und lässt sich im offenen Gelände noch sehr gut erkennen. Letztes Verteidigungselement des 3. Ringes war der Niederwall (vor dem Hauptgraben) mit dem gedeckten Weg und dem davor liegenden Glacis.
Die Festung Orsoy selbst wird gemäß der gültigen Festungsterminologie als „Irreguläre Pentagonale Bastionärsfestung“ bezeichnet. Der Begriff „irregulär“ bezieht sich auf die Anpassung der Festung an die örtliche Topographie, insbesondere an den Rhein als irregulären Teil der Festungsanlage statt des regulären künstlichen Festungsgrabens.

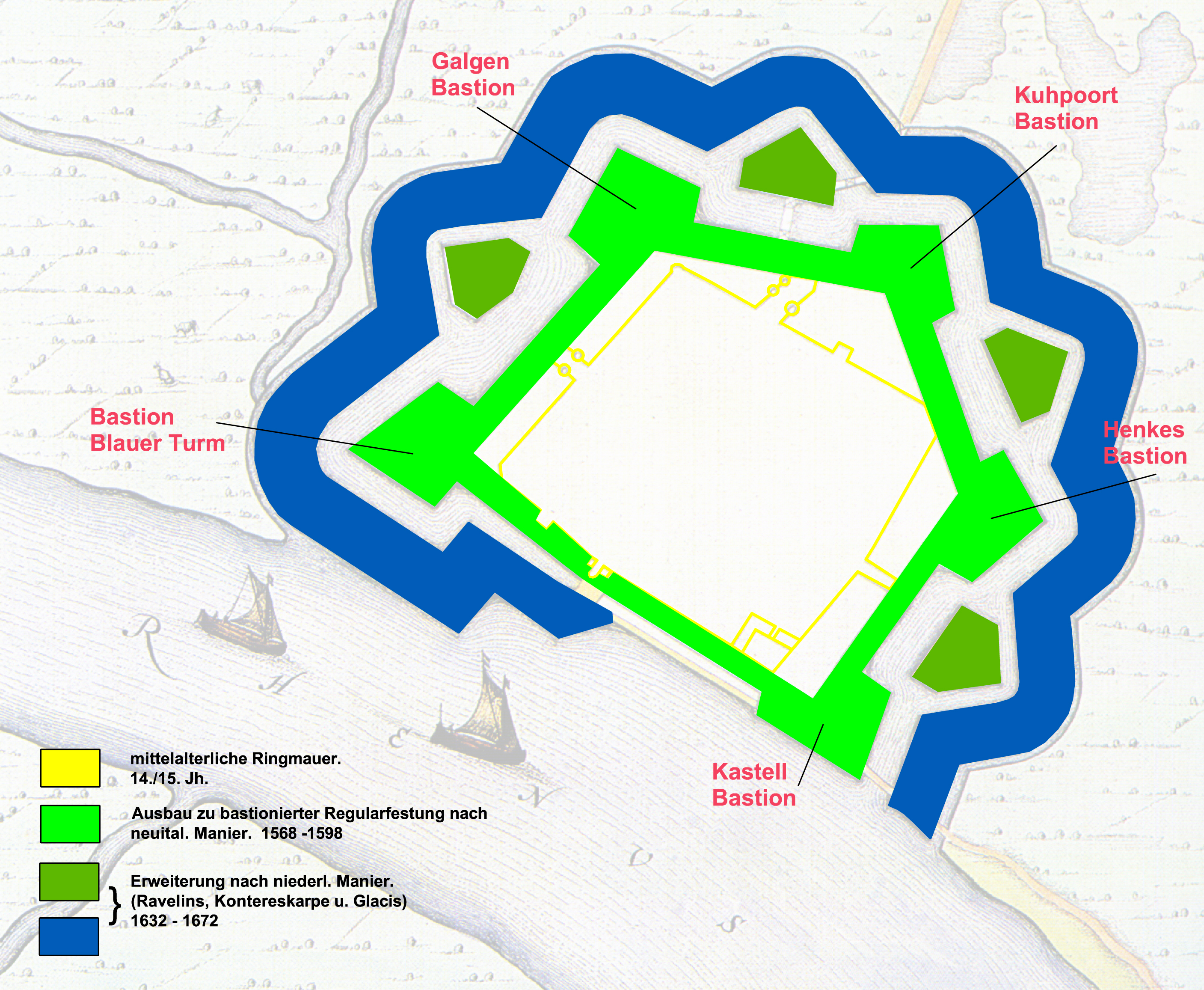
Entwicklungsstufen der Festung Orsoy
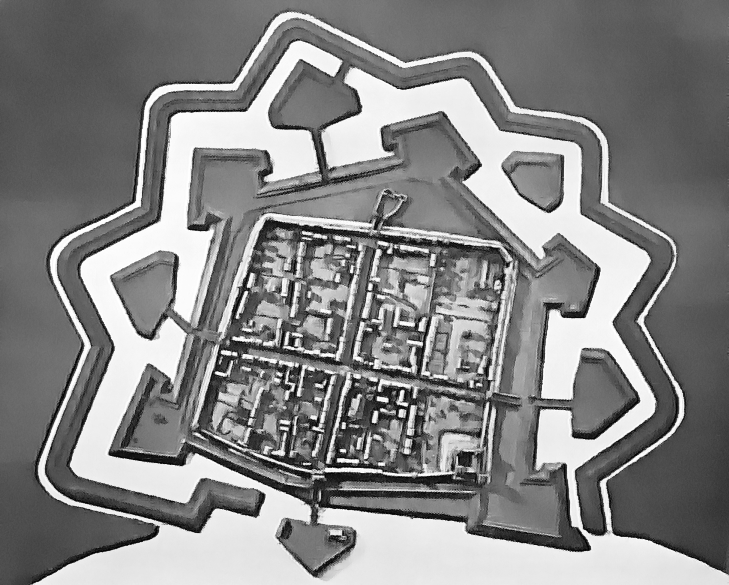
Festung Orsoy um 1650 (größte Ausbaustufe mit Befestigungsringen 1–3)
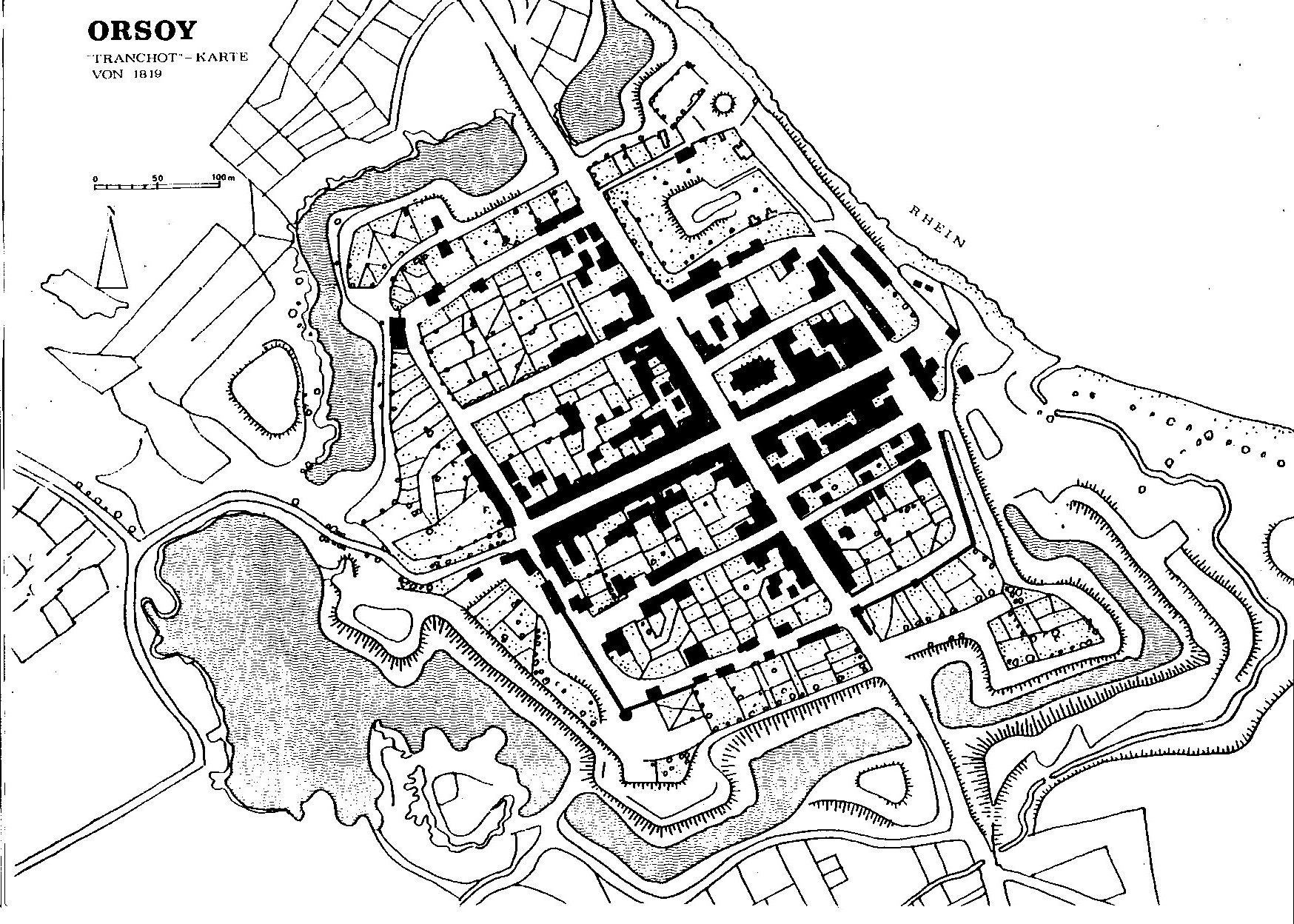
Schwarzplan der Festung um 1819 (nach Aufgabe der militärischen Nutzung)
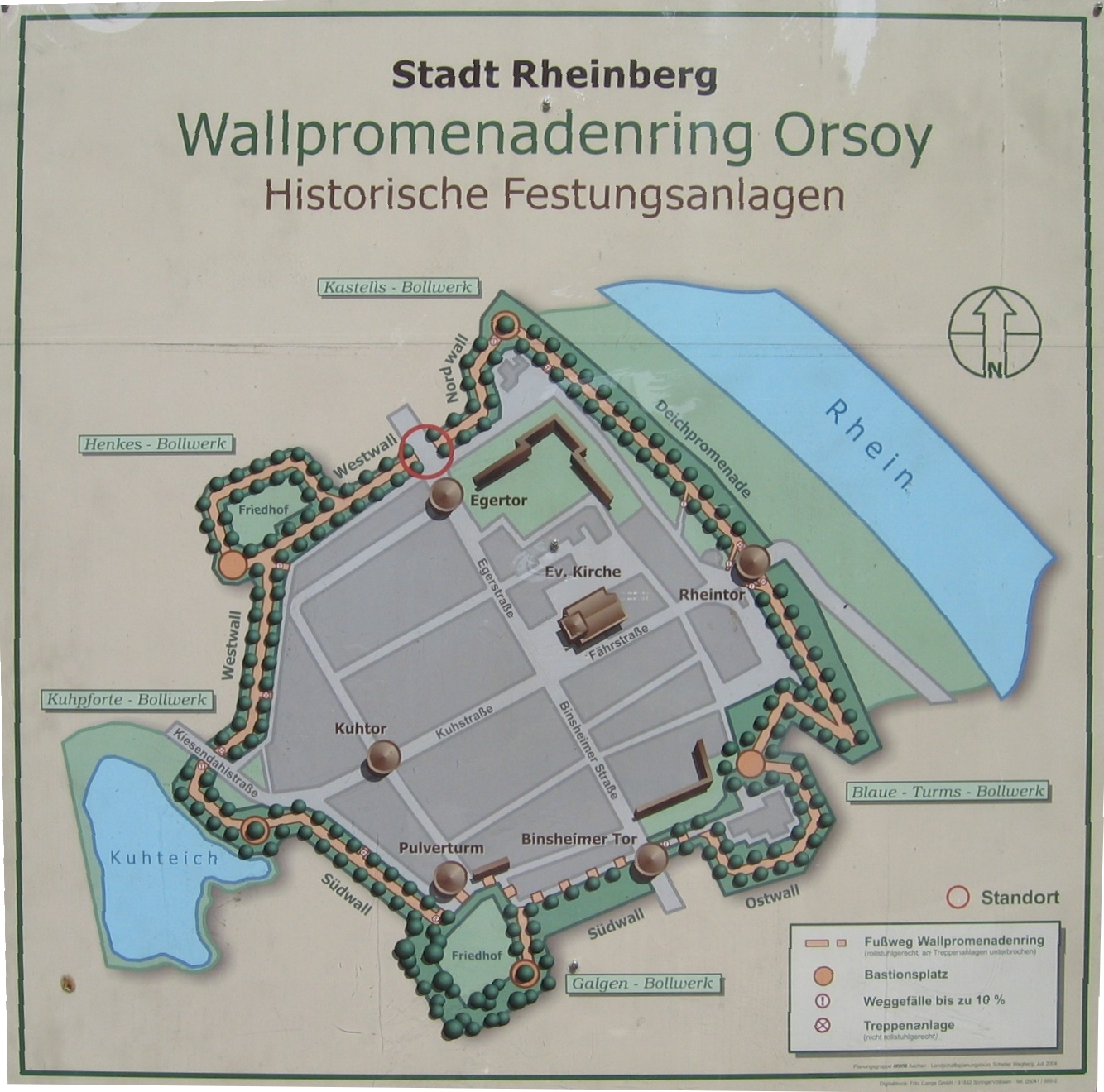
Historische Festungsanlagen: Befestigungsring 1 und 2 (aktuelle Situation)

## Geschichte

### Urgeschichte und frühes Mittelalter
Erste Siedlungsspuren weisen, wie für den gesamten Niederrhein, auf ab 750 v. Chr. vordringende Germanen hin, die zunehmend die ansässigen Kelten verdrängt oder assimiliert haben dürften.
Zur Zeit der caesarischen Gallieneroberung dürften Menapier in der Gegend des heutigen Orsoy gesiedelt haben. Später wurden dann von Tiberius Cugerner, die zuvor als Sugambrer gegenüber Köln zu finden waren, zwischen Krefeld und Kleve zwangsangesiedelt. Mit dem 4. Jahrhundert dürfte sich an der Stelle des späteren Orsoy dann (neben der vorbeiführenden Römerstraße) noch zumindest eine Fährstelle und wahrscheinlich eine villa rustica gefunden haben. Dieses Gehöft könnte auch die Keimzelle einer dann schon begonnenen Besiedelung gewesen sein.
Mit den 401/402 abrückenden Römern, die nun Italien gegen die Westgoten verteidigten, gelangten zunehmend die salischen Franken zu Macht (Köln wurde 454 erobert). Zu den Cugernern, die nun zu den Franken zählten, kamen die aus dem Ruhr-Lippe-Gebiet rheinabwärts ziehenden Hattuarier, die sich zunehmend mit jenen vermischt haben dürften.
Etwas außerhalb von Orsoy beim Orsoyer Weiler Hasenfeld wurden 1938 nahe am Rhein neun Gräber aus dem frühen Mittelalter ergraben (ca. 500–630 n. Chr.). Darunter einige außerordentlich reiche Bestattungen („Fürstengräber“) aus der zweiten Hälfte des 6. Jahrhunderts, mit Beziehungen nach Skandinavien im Fundgut.
Der Hof Ruberg, auf den der Ruberger Weg bis heute hinweist, ist als erste mögliche fränkische Siedlung jedoch weiterhin streitig. Um 700 dürfte der Niederrhein dann christianisiert worden sein.

### Hoch-/Spätmittelalter (1139–1579)

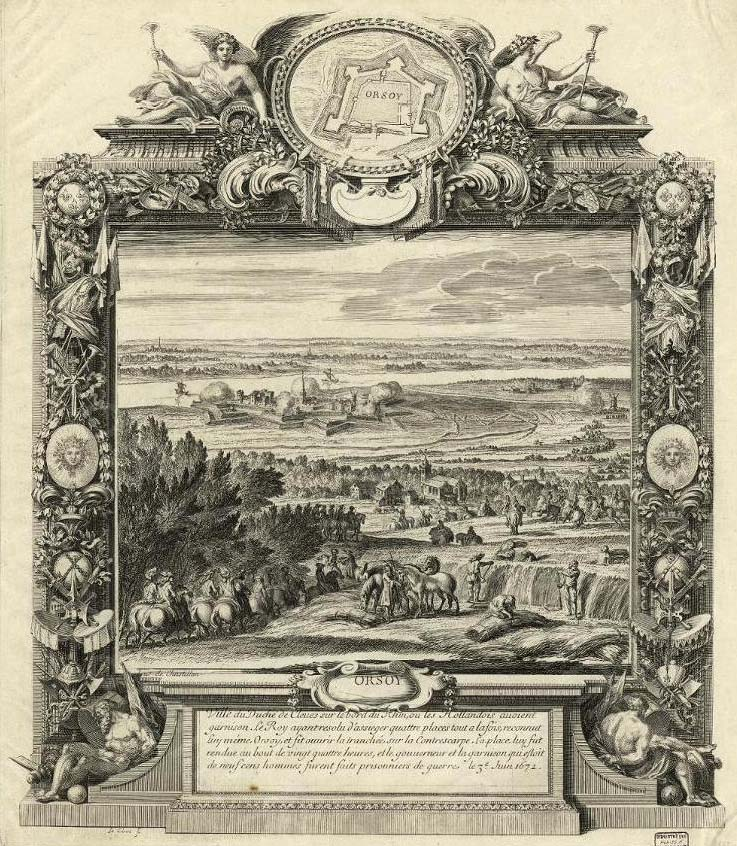
Stadtansicht Orsoys, Kupferstich von Le Clerc, über die Einnahme Orsoys durch den französischen König Ludwig XIV. am 3. Juni 1672

Erst ab dem 12. Jahrhundert lässt sich Orsoy dann als Gemeinde oder Stadt ausmachen und belegen. Die früheste Erwähnung findet sich in einer Urkunde der Abtei Hamborn, die 1139 ihren Besitz in „Hersougen“ benannte. Schon hier scheint jedoch von einer entwickelten Gemeinde ausgegangen zu werden.
1225 beurkundete auch das 1123 gegründete Kloster Kamp seine Besitztümer in „Orsoie“. Daneben hielten im Laufe der Zeit auch das Kloster Werden und das Kloster Siegburg (Benediktiner), dann das Kloster Bedburg bei Kleve und das Kloster Fürstenberg bei Xanten (Nonnen) sowie die Damenstifte Sankt Maria im Kapitol bei Köln und Gerresheim bei Düsseldorf und das Ordenshaus der Johanniter in Duisburg und deren Kommende in Walsum Besitztümer in und um Orsoy.
1233 erwähnte dann eine Urkunde des Grafen Dietrich IV. von Kleve vom 19. Mai Orsoy als gräflichen Fronhof (curtis Orsoie), dessen Einkünfte dieser seiner Schwiegertochter Elisabeth, der Tochter des Herzogs von Brabant, in der für diese Zeit üblichen Weise zur freien Verwendung überschrieb. Von 1238 bis 1240 ist Orsoy dann als (Rhein)Zoll-Station für Kleve belegt. Über den Beginn dieser Privilegierung fehlt jedoch jede Nachricht. Von Dietrich V. von Kleve, der 1260 bis 1275 herrschte, dürfte Orsoy dann zur Stadt erhoben worden sein (vgl. Kastner, 42, der 1263 für möglich, aber frühestens 1270 für wahrscheinlich hält), um eine südliche Befestigung gegen den Kölner Erzbischof, der in Rheinberg präsent war, aufzubauen. Dietrich VII. begründete auch die Städte Dinslaken, Büderich und Huissen bei Arnheim.
Die Stadt Orsoy dürfte jedoch im 14. Jahrhundert kaum hinreichend von den Zollrechten (sofern es sie noch innehatte) profitiert haben, da sich die Stadt in zunehmender, von einem Brand 1347 und/oder 1351 beschleunigter Verarmung befand. Dennoch bestätigte am 1. September 1347 Kaiser Ludwig IV., genannt „der Bayer“, noch einmal die Stadternennung mit den zugehörenden „Freiheiten“ und die Zollstätte für den Rheinzoll.
Dass diese zweite Stadtwerdung nötig war, mag die rechtliche Unsicherheit erklären, in der die durchaus nicht zur Blüte gereifte Stadt sich fand. Auch nach dem Brand 1351 privilegierte Graf Johann von Kleve die Stadt erneut.
Dass Orsoy jedoch nie das Marktprivileg verliehen worden zu sein scheint, mag diese zurückhaltende Entwicklung der Stadt erklären, wenngleich dieser Mangel unter der ansonsten reichlichen Privilegierung ein Kuriosum bleibt, für das eine schlüssige Erklärung bis heute fehlt.
Die Verwaltung der Gemeinde (universitas) erfolgte anfänglich noch durch sieben Schöffen (scepen, scabini), die aus den Vornehmen heraus sich selbst kooptativ ergänzten, und einem Richter (judex), den der Klever Graf ernannte. Der Übergang zur Ratsverwaltung dürfte Ende des 13. Jahrhunderts vollzogen worden sein (Wesel 1271, Duisburg 1274), ist aber erst für 1351 bezeugt. Für 1364 findet sich dann erstmals ein Amtmann belegt. Nachdem der judex zunehmend auf die Rechtsprechung beschränkt worden war, trat dann Ende des 14. Jahrhunderts ein Bürgermeister an die Spitze der Stadt. Ende des 15. Jahrhunderts ist dann der Übergang von der Oligarchie zu einer Honoratioren-Demokratie vollzogen:
Zu den sieben Schöffen und dem Bürgermeister traten die Geschworenen (Gemeinleute, Ratsfreunde), die aus vier Vierteln, in die die Stadt hierzu unterteilt worden war, gewählt wurden. Im Gegensatz zu dem üblichen Verfahren in größeren Städten, das auf ein Viertel drei oder vier Geschworene kommen ließ und zu deren Wahl wiederum zehn Wahlmänner pro Viertel aus dem Volk wählen ließ, sind für Orsoy jedoch nur vier „Ratsfreunde“ gewählt worden.
Ab 1419 lag der klevische Rheinzoll wieder in Orsoy. Bis 1438 hatte Herzog Adolf von Kleve eine zweite Burg, das so genannte „große Schloss“ in Orsoy errichtet. Für 1452 findet erstmals ein Lehrer (Schulmeister) in der Stadt Erwähnung. 1461 war der große Rheindeich („Egerdeich“) fertig gestellt.

### Neuzeit (etwa ab 1580)
Die neuzeitliche Festung Orsoy entstand in den Jahren 1565–1581. Festungsbaumeister war der Italiener Johann Pasqualini der Ältere (verantwortlich für den Bau des 2. Befestigungsrings). Die Befestigung entstand im Rahmen eines ehrgeizigen Bauprogramms des Landesherren Herzog Wilhelms des Reichen als Hauptwaffenplatz im Herzogtum Kleve, während Düsseldorf und Jülich als Hauptwaffenplätze für die Herzogtümer Jülich und Berg ähnlich verstärkt wurden.
1586 eroberten spanische Truppen Orsoy und zerstörten die Stadt bis auf die Grundfesten.
Ab 1609 – brandenburgische Verwaltung.
1632–1640 (während des Dreißigjährigen Kriegs) Niederländische Besatzung. Die Festung wurde im altniederländischen Stil ausgebaut und um den 3. Befestigungsring erweitert.
1666 kam Orsoy erneut unter Verwaltung von Brandenburg-Preußen.
Ab 1672 stand Orsoy für einige Jahre unter französischer Herrschaft. Nachdem Truppen Ludwigs XIV. Orsoy erobert hatten, zerstörten sie große Teile der Festungsanlagen. Sie sprengten die vom Herzog von Kleve am Nordwall errichtete große Burg mit drei Türmen (Grundfläche 100 m × 70 m); erhalten blieben nur Teile der äußeren Umfassungsmauern.
1685 wurde der erste Rheinhafen in Orsoy angelegt.
Um 1750 endete die militärische Nutzung der noch erhaltenen Festungsteile. (vgl. Klöffler 2005: Festungs-Inventar)
Im 18. Jahrhundert gab es in Orsoy eine bedeutende Tuchindustrie. Um 1700 wurde am Ort die erste Tuchmanufaktur gegründet, der weitere folgten. Ab etwa 1750 hatte Orsoy eine führende Stellung im klevischen Tuchgewerbe, bis ein Großfeuer 1818 fast die gesamte örtliche Tuchindustrie vernichtete, was große wirtschaftliche Not verursachte.
Wirtschaftliche Rückschläge erfuhr Orsoy außerdem infolge des Siebenjährigen Krieges (1756–1763). Während der Franzosenzeit (1794 bis 1814) war das linke Rheinufer von französischen Truppen besetzt und zeitweise von Frankreich annektiert. Während dieser Zeit bildete Orsoy eine Mairie nach französischem Vorbild und gehörte zum Kanton Rheinberg im Arrondissement Krefeld des Rur-Departements.
1805 wurde der Rheinzoll nach Homberg verlegt. Beim Wiener Kongress 1815 kam die Region zu Preußen und aus der Mairie Orsoy der Franzosenzeit wurde die preußische Bürgermeisterei Orsoy. 1816 bis 1823 gehörte Orsoy zum Kreis Rheinberg, 1823 bis 1856 zum Kreis Geldern und 1856 bis 1974 zum Kreis Moers.
Die Stadt Orsoy erhielt 1859 die Rheinische Städteordnung. Seitdem wurde zwischen der Stadtbürgermeisterei Orsoy und der Bürgermeisterei Orsoy-Land unterschieden, die die Gemeinde Orsoy-Land umfasste und weiterhin von Orsoy aus verwaltet wurde.
Aus Havanna, Java oder Sumatra kam Tabak per Schiff nach Holland und von dort über den Rhein nach Orsoy. 1851 begann mit der Zigarrenproduktion eine Zeit wirtschaftlichen Aufschwungs. Bis zum Zweiten Weltkrieg lebte davon ein Großteil der Orsoyer Bürger. Zahlreiche Bürgerhäuser erinnern heute noch an die Blütezeit der Stadt.
Nach dem Zweiten Weltkrieg kam das Aus für die Orsoyer Tabakindustrie. Ursachen waren fehlende Vorräte, im Krieg zerstörte Produktionsstätten und Lagerräume sowie zunehmender Konkurrenzdruck aus anderen Regionen.
1935/36 wurde das Hafenbecken neben der heutigen Grundschule im Zuge der Erhöhung des Rheindeiches zugeschüttet. 700 Meter flussabwärts wurde ein neuer Hafen als Stromhafen gebaut.
Ab 1938 wurden Orsoyer Juden aus ihrer Heimatstadt vertrieben und später deportiert. Die bis zur Machtübernahme des NS-Regimes sehr respektierte Familie Friedemann (sie war für ihr großes soziales Engagement bekannt) wurde von ihren Mitbürgern gemieden und denunziert; Orsoyer Sozialdemokraten und Kommunisten wurden im SA-Heim in der Rheinstraße verprügelt. Simon und Emma Friedemann sowie zwei ihrer Kinder wurden im KZ Auschwitz ermordet, ihre drei übrigen Kinder in Lodz.

US-Truppen in Orsoy vor der Übersetzung über den Rhein

Am 5. März 1945 besetzten Truppen der US Army Orsoy. Die deutsche Wehrmacht beschoss während ihrer Kämpfe mit den US-Truppen den Kirchturm der katholischen Kirche vom rechten Rheinufer aus; durch seine Zerstörung sollte eine Nutzung als Beobachtungsturm verhindert werden. Da die Panzer der US Army nicht in der Lage waren das schmale „Kuhtor“ zu passieren, zerstörten sie dieses am 14. März 1945. Damit verlor die Stadt Orsoy ihr letztes Stadttor.

### Geschichte seit 1945

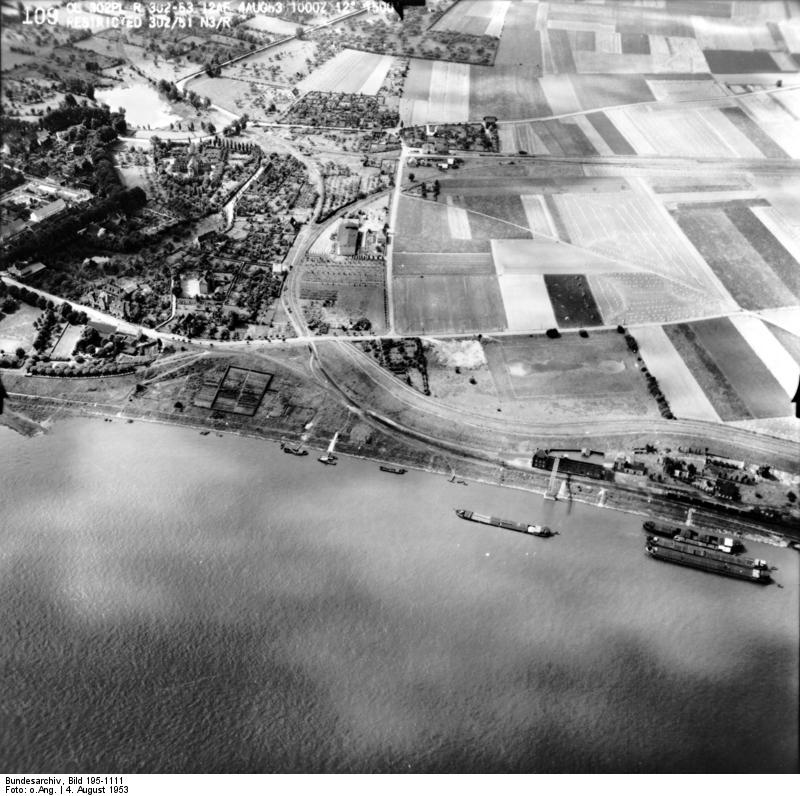
Rheinbefliegung, Orsoy mit Hafen, 1953

Ab 1956 lebte in Orsoy der Raketenkonstrukteur Berthold Seliger. Er besaß in Orsoy eine Mopedwerkstatt und baute hier auch die Raketen, die er von 1962 bis 1964 im Wattengebiet von Cuxhaven startete.
Von 1961 bis 1972 hatte der General a. D. und ehemalige wehrpolitische Berater der FDP Gerhard Graf von Schwerin in Orsoy am Rheindamm einen Zweitwohnsitz.
Die einstmals florierende Tabakverarbeitung ist nicht mehr existent. Eine große ehemalige Tabakfabrik am Südwall wurde in den 1990ern zu Wohnraum umgebaut. Die wichtigsten Nahversorgungseinrichtungen sind über die Jahre in Orsoy erhalten geblieben. Es gibt eine Grundschule, zwei Kindergärten, mehrere Ärzte, eine Bäckerei, eine Sparkasse sowie diverse kleinere Läden. Das Gastronomieangebot profitiert von den Wochenendgästen.
Ein ehemaliges Krankenhaus (Marienhospital mit geriatrischem Schwerpunkt) wurde geschlossen. Es diente bis September 2015 als geriatrische Rehabilitationseinrichtung und wurde anschließend als zentrale Unterbringungseinrichtung zur Bewältigung der Flüchtlingskrise in Deutschland 2015/2016 genutzt. Im März 2024 gab die Bezirksregierung Düsseldorf bekannt, dass entgegen der vorherigen Pläne die ZUE 2025 zu schließen und das Gelände anders zu verwenden, die Einrichtung bis 2033 erhalten bleiben wird. Auf die Ankündung dieser Entscheidung bei einer Bürgerstunde reagierten die anwesenden Orsoyer mit scharfer Kritik. Die Bevölkerung beklagte sich über ein allgemeines Gefühl der Unsicherheit im Stadtbezirk und kritisierte verschiedene Straftaten, die mit Einwohnern der ZUE in Verbindung gebracht wurden. Auch eine „Chaos-Fahrt“ bei der ein Fahrzeug in Moers gestohlen worden ist und auf dem Weg über Baerl nach Orsoy mehrere Fahrzeuge, sowie Verkehrsschilder und Bäume in einem mittleren fünfstelligen Bereich beschädigte, wurde aufgrund von Hinweise mit zwei Einwohnern der Einrichtung in Verbindung gebracht.
Am 28. Juli 2007 geriet eine 21-jährige Frau bei einer Autofahrt in einen Streit mit ihren mitfahrenden Expartner. Hierbei verlor sie die Kontrolle über das Fahrzeug, raste in den Fährmannbrunnen auf dem Marktplatz von Orsoy und beschädigte diesen schwer. Dies war der zweite Unfall am Brunnen, nachdem zuvor bereits ein Kran diesen bei Sanierungsarbeiten an der evangelischen Kirche beschädigt hatte. Der Brunnen wurde von seinem ursprünglichen Künstler Nikolaus Knupfer restauriert und steht bis heute an seinem ursprünglichen Ort.

### Eingemeindungen

Lage der Gemarkung Orsoy-Stadt in Rheinberg

Nachdem die Landesregierung das Landesplanungsgesetz verabschiedet hatte, wurde am 16. Februar 1967 den Städten Orsoy und Rheinberg, sowie den Gemeinden Borth, Budberg und Orsoy-Land durch den Oberkreisdirektor Hübner der Vorschlag gemacht, das Amt Rheinberg zu gründen. Dieses sollte den Ämtern Alpen-Veen und Sonsbeck ähneln. Dieser Vorschlag wurde von allen beteiligten Kommunen abgelehnt, sogar von Rheinberg selbst, welches sich lediglich für einen Anschluss von Ossenberg und Orsoy-Land interessierte.
Die Stadt Orsoy stellte im Jahr 1967 ihren Plan für die kommunale Neugliederung vor. Dieser Plan sah vor, Orsoy als Stadt zu erhalten und Budberg, Orsoy-Land und die Rheinkamper Gemeindeteile Binsheim und Lohheide nach Orsoy einzugemeinden. Dieser Plan wurde von allen anderen Beteiligten abgelehnt. In Budberg bevorzugten der Rat und der Bürgermeister eine Eingliederung nach Orsoy oder den Erhalt der Eigenständigkeit. Die Bevölkerung bevorzugte wiederum eine Eingemeindung nach Rheinberg.
1968 fragte der Rheinberger Stadtdirektor die Orsoyer, Budberger, Borther an, um über einen Zusammenschluss mit Rheinberg zu verhandeln.
1969 gaben die Stadt Orsoy und die Gemeinde Budberg den Eingemeindungsplänen zu Rheinberg nach, nachdem das Landesinnenministerium mit Sondierungsgesprächen auf diese Druck ausübte.
Am 1. Januar 1972 wurde die damals kleinste Gemeinde Nordrhein-Westfalens, Orsoy-Land in die Stadt Rheinberg eingegliedert. Die Stadt Orsoy kam am 1. Januar 1975 hinzu. Gleichzeitig wurde die Stadt Rheinberg in den neu zugeschnittenen Kreis Wesel eingegliedert.
Bis heute besteht zwischen Orsoy und Rheinberg eine beidseitige Rivalität und eine anhaltende Unzufriedenheit in der Orsoyer Bevölkerung mit der Zwangseingemeindung Orsoys nach Rheinberg.

## Politik

### Wappen, Siegel und Flagge/Banner
Die Stadt Orsoy führte bis zu ihrer Eingemeindung ein Wappen, ein Siegel sowie eine Flagge (Banner). Das Stadtwappen wurde amtlich im Jahr 1958 bestätigt. Zur selben Zeit dürften auch die anderen Hoheitszeichen genehmigt worden sein. Der Urheber der modernen Hoheitszeichen ist nicht bekannt. Das erste Stadtsiegel von Orsoy aus dem 13. Jahrhundert wurde jedoch vermutlich von demselben Siegelschneider entworfen, welcher auch für das Stadtsiegel Büderichs und Dinslakens verantwortlich war.

Wappen
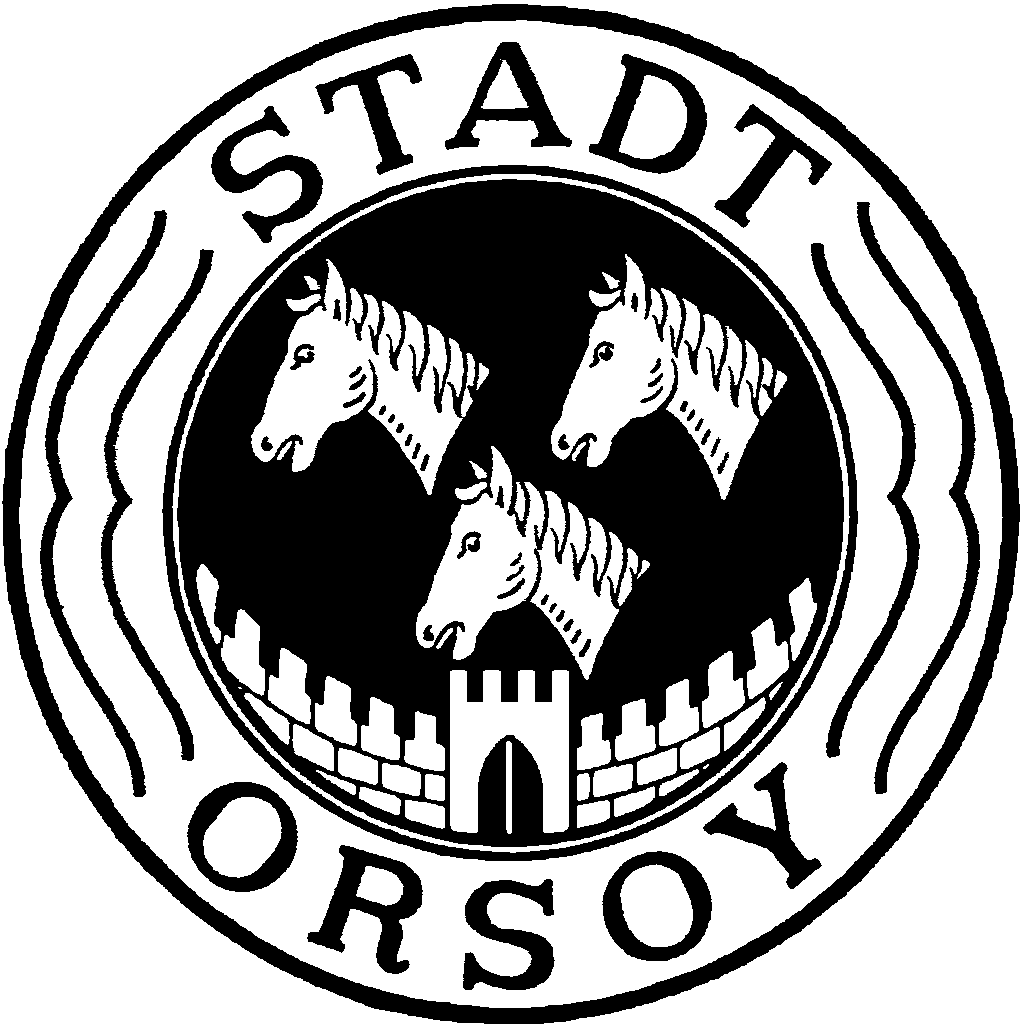
Siegel
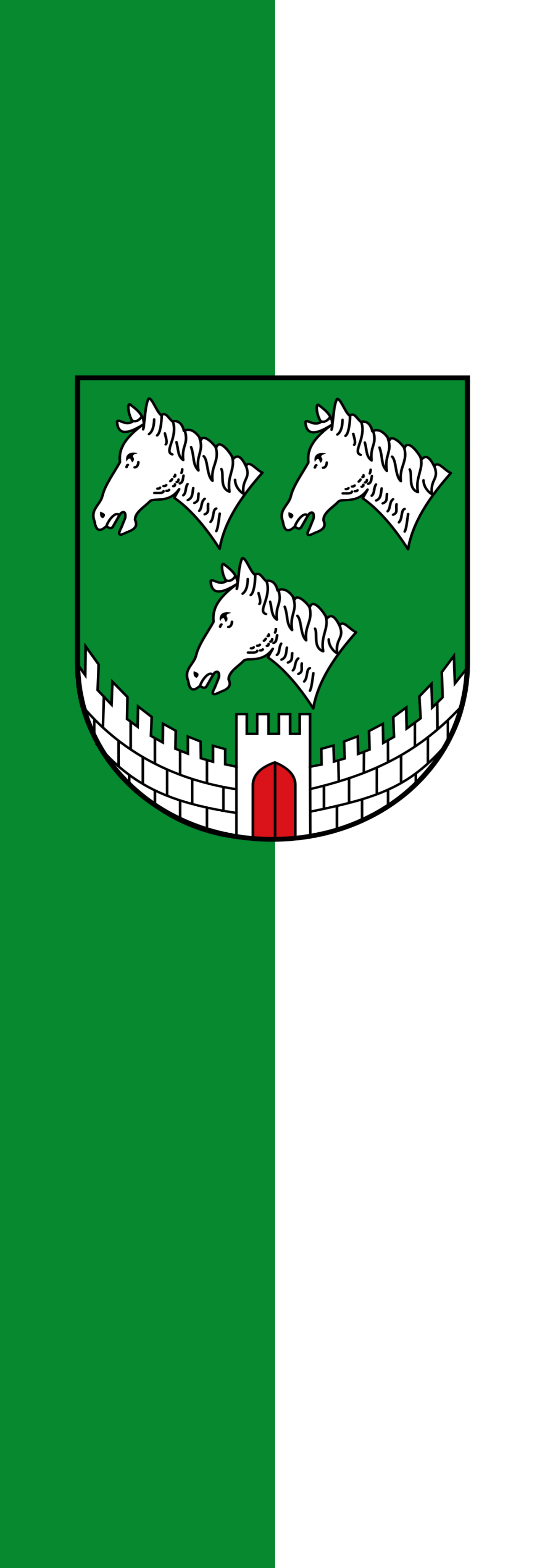
Banner
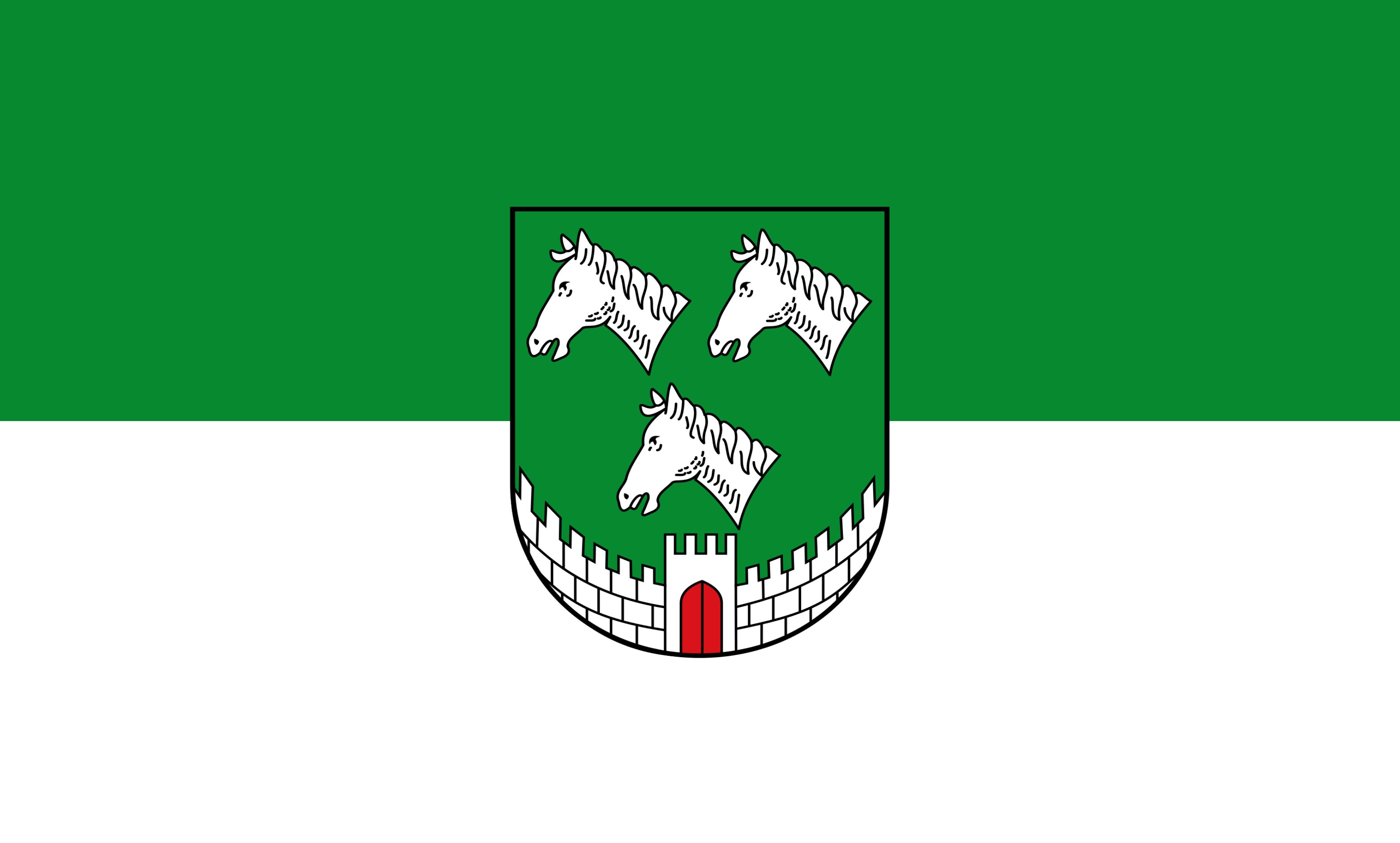
Flagge

Wappen
Blasonierung: „Das Wappen zeigt in einem grünen Feld über einer silbernen Zinnenmauer mit Torturm und geschlossenem roten Tor drei schwebende, 2:1 gestellte silberne Pferdeköpfe“.
Bedeutung: Es handelt sich hier um ein sogenanntes „redendes Wappen“ – die Pferde in der Aue = Orsoy. Die Stadtmauer steht für die Stadt Orsoy, die die Stadtrechte bereits im 13. Jahrhundert erhielt. Das Wappen findet seine Grundlage im ältesten, bekannten Stadtsiegel aus dem Jahre 1285.
Siegel
Das zuletzt verwendete Siegel der Stadt Orsoy grundiert auf dem ältesten bekanntem, großem Stadtsiegel Orsoys. Dieses hängt an der ältesten bekannten Urkunde vom 27. Februar 1285, welche Orsoy zum ersten Mal als Stadt bezeichnet. Jenes Siegel zeigte bereits die Stadtmauer mit Tor und Pferdeköpfen. Zusätzlich hierzu war das damalige Siegel noch mit dem lateinischen Schriftzug: „SIGILL(um) BURGENSIUM OPIDI IN URSSOGE“ umrundet, was übersetzt bedeutet: „Siegel der Bürger der Stadt in Orsoy“
Ab dem 14. Jahrhundert verwendete man dann vor allem ein kleines Siegel, welches lediglich die drei Pferdeköpfe zeigte und in den meisten Fällen einen umrundenden Schriftzug hatte. Das große Stadtsiegel mit Mauer und Tor wurde nur selten und später zunächst gar nicht mehr verwendet. Erst seit Beginn des 20 Jhr. wurde das große Stadtsiegel erneut genutzt, bspw. auf Notgeldscheinen, diesmal mit dem lateinischen Schriftzug „SIGILLUM OPPIDI ORSOYENSIS“, was wiederum übersetzt bedeutet: „Siegel der Stadt Orsoy“. Seit der erneuten Bestätigung im Jahr 1958 trug das Siegel den Schriftzug „Stadt Orsoy“. Neben dem regulären Siegel führte die Stadt des Weiteren ein sogenanntes Gegensiegel, eine Rarität, welche zumeist lediglich von Großstädten verwendet worden ist. Das Gegensiegel zeigte einen nach vorne gerichteten einzelnen Pferdekopf und war umrundet mit dem Schriftzug „Gegensiegel der Stadt Orsoy“.
Flagge/Banner
Die Flagge der Stadt Orsoy ist in grün-weißen Tuchbahnen gestreift. Als Banner etwas oberhalb der Mitte mit dem Wappen versehen, als Flagge mittig mit dem Wappen versehen. Heute wird die Flagge manchmal zu Wahlen oder Feiertagen vor dem alten Rathaus in Orsoy gehisst. Abgesehen hiervon wird sie vor allem alle zwei Jahre beim Schützenfest verwendet.

### Bürgermeister
Seit dem 15. Jahrhundert sind die Namen von einigen Orsoyer Bürgermeistern bekannt.
- 1430 Herman Boterman
- 1552 Johann Schurmann
- 1596, 1597, 1600 Hubert Valck
- 1609 Hermann Jeger
- 1610, 1611 (und öfter) Johann Erkenswick
- 1611 (Hermann?) Huessen
- 1616 (Derick?) von Hausen
- 1618 Heinrich van Hoen
- 1619, 1625, 1633 Dietrich Moll (Derk Mollen)
- 1625 Arnold von Vierbaum (Arnt van Vierbom)
- 1633 (und öfter) Dietrich von Hausen
- 1638 Wessel von Lohn
- um 1650 Tilman Bodtbänder (Bobender)
- 1652, 1653, 1656, 1661, 1665, 1666, 1685 Peter Erckenswick
- 1658, 1659 Peter Vorstman
- 1661, Anthon von Bedbur (van Bebber)
- vor 1675 Anthonius Struck
- 1674, um 1680–81, 1689 Thomas ter Stegen
- zwischen 1680–90(?) Breymann
- um 1688–91 Hermann Hasselt
- 1688, 1698, 1703, 1710, 1716, wohl bis 1721 Sebastian Erckenswyck (Sebastian Erkenswick)[30]
- 1709, –1715 Hermann Dietrich Olimart (abgesetzt)
- 1724, 1729, 1730, 1732, (wohl 1721–1731) Peter Erckenswyck (Peter Erkenswick)[30]
- 1739, 1740, 1749, 1750, (wohl 1730–1751) Gerhard Plönis
- 1744 Johann Wilhelm Noot (-1770 2. Bürgermeister?)
- 1751–1764, (oder 1753 – 1766) Gisbert Janssen
- 1764–1779 Johann Friedrich Haentje(n)s
- 1764–1777 Jakob Beyer (2. Bürgermeister)
- 1780–1785 (-1794?) C. Haentje(n)s
- 1780–1785 (-1794?) J. H. Keller (2. Bürgermeister)
- 1797–1822 Peter Huissen (Hüssen)
- 1822–1851 Friedrich Wilhelm Daubenspeck (In Personalunion mit der Stadt Homberg)
- zeitweise ab 1826 Peter Hüssen jun. (unter Daubenspreck)
- 1851–1855 ? von Renesse (am 1. April 1855 abgesetzt)
- 1855–1860 ? von Uttenhoven
- 1860–1882 Ernst Varenkamp
- 1883–1896 Ernst Pothoff
- 1897–1901 Emil Vogel
- 1901–1913 Hermann Grüneberg
- 1913–1918 August Höbusch
- Mittig sitzend: Bürgermeister Heinz Stienen 1919–1931 ? Dr. Münter (Z)
- 1931–1933 Friedrich Sonnen
- 1933–1945 Heinz Stienen (NSDAP)

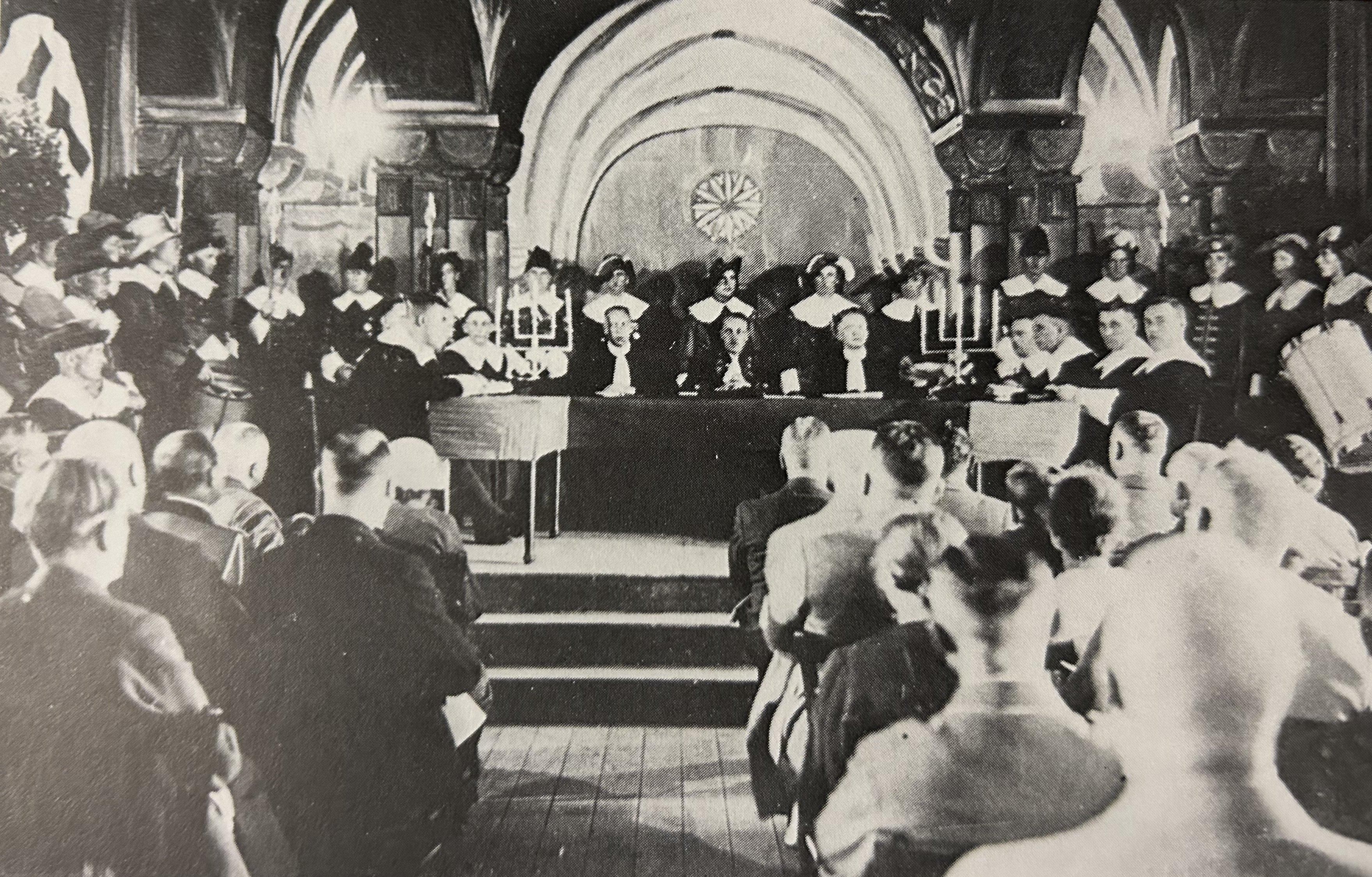
Mittig sitzend: Bürgermeister Heinz Stienen

- 1945 Wilhelm Kleine, Wilhelm Trompetter
- 1946–1947 Heinrich Surkamp (CDU)
- 1949–1956 Hubert Scholten (CDU)
- 1956–1969 Max Schäfer (SPD)
- 1969–1974 Alexander F. Overlack (CDU)

### Stadtdirektor
Von 1947 bis 1974 wurde die Stadt von einem Stadtdirektor verwaltet. Der Bürgermeister hatte in jener Zeit vor allem repräsentative Aufgaben. Durch die in Personalunion geführte Verwaltung von Orsoy-Land und Orsoy war der Orsoyer Stadtdirektor parallel auch der Gemeindedirektor von Orsoy-Land.
- 1947–1974 Walter Knappmann[16]
- 1974 Wilhelm Bauhaus (kommissarisch)[16]

### Ortsvorsteher
Seit der Eingemeindung der Stadt Orsoy wird der Stadtbezirk durch Ortsvorsteher repräsentiert.
- 1984–1999 Marga Schäfer[31]
- ?–2014 Karin Simon[32]
- 2014–2020 Heide Mischke[33]
- seit 2020 Karin Karl[34]

## Bauwerke

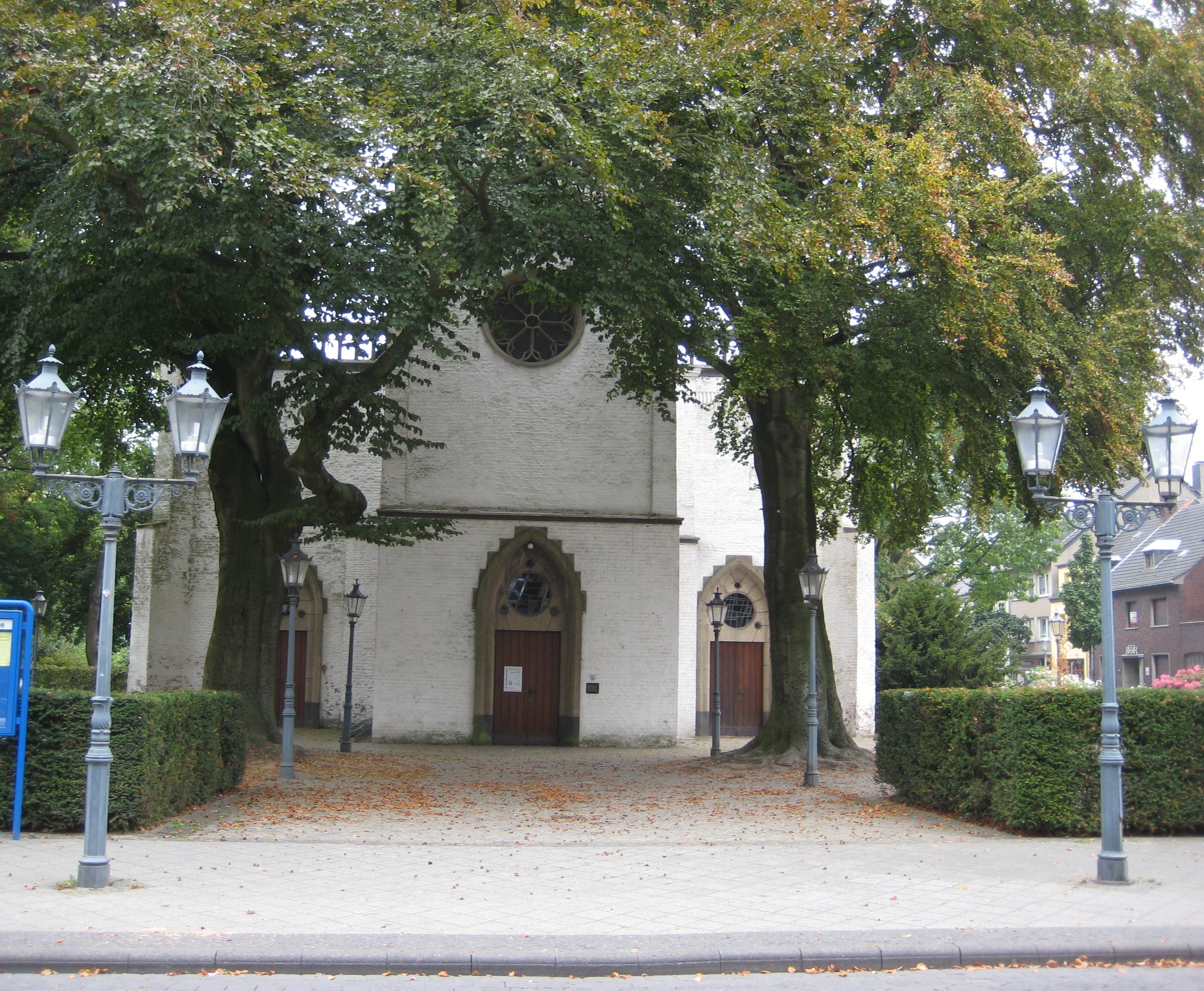
Eingangsportal ökumenische Kirche (früher evangelisch)
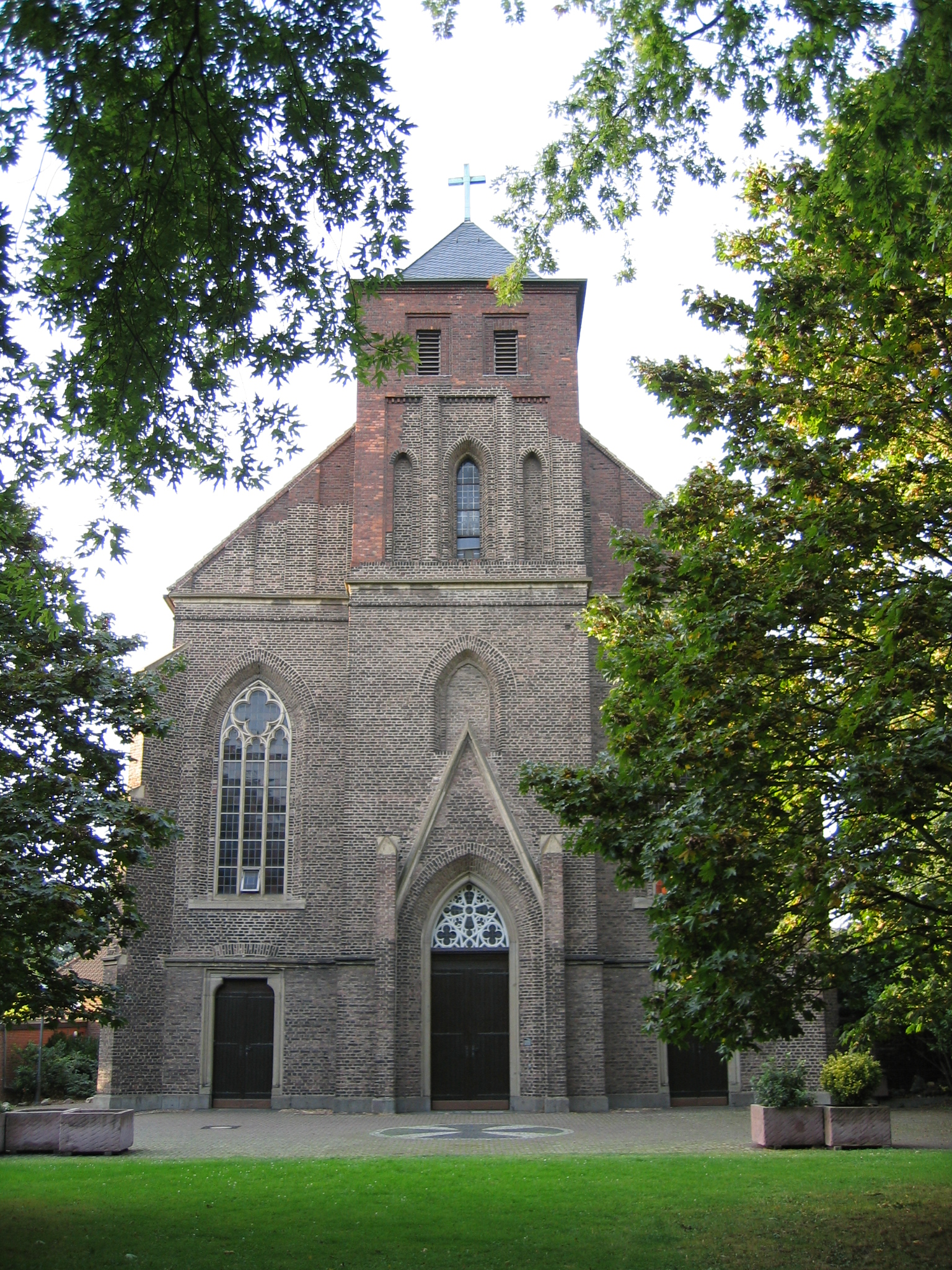
(ehemalige) katholische Kirche
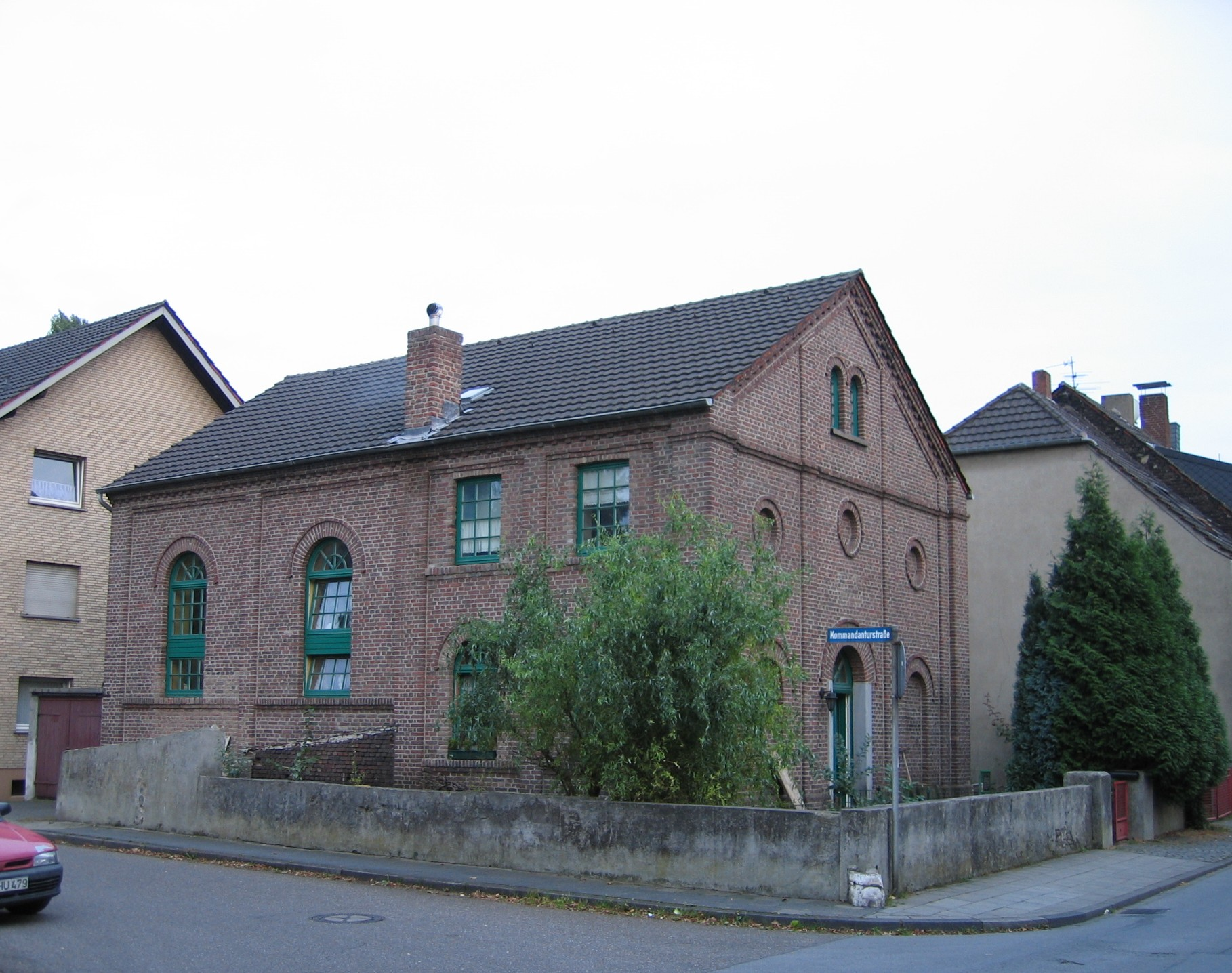
(ehemalige) Synagoge
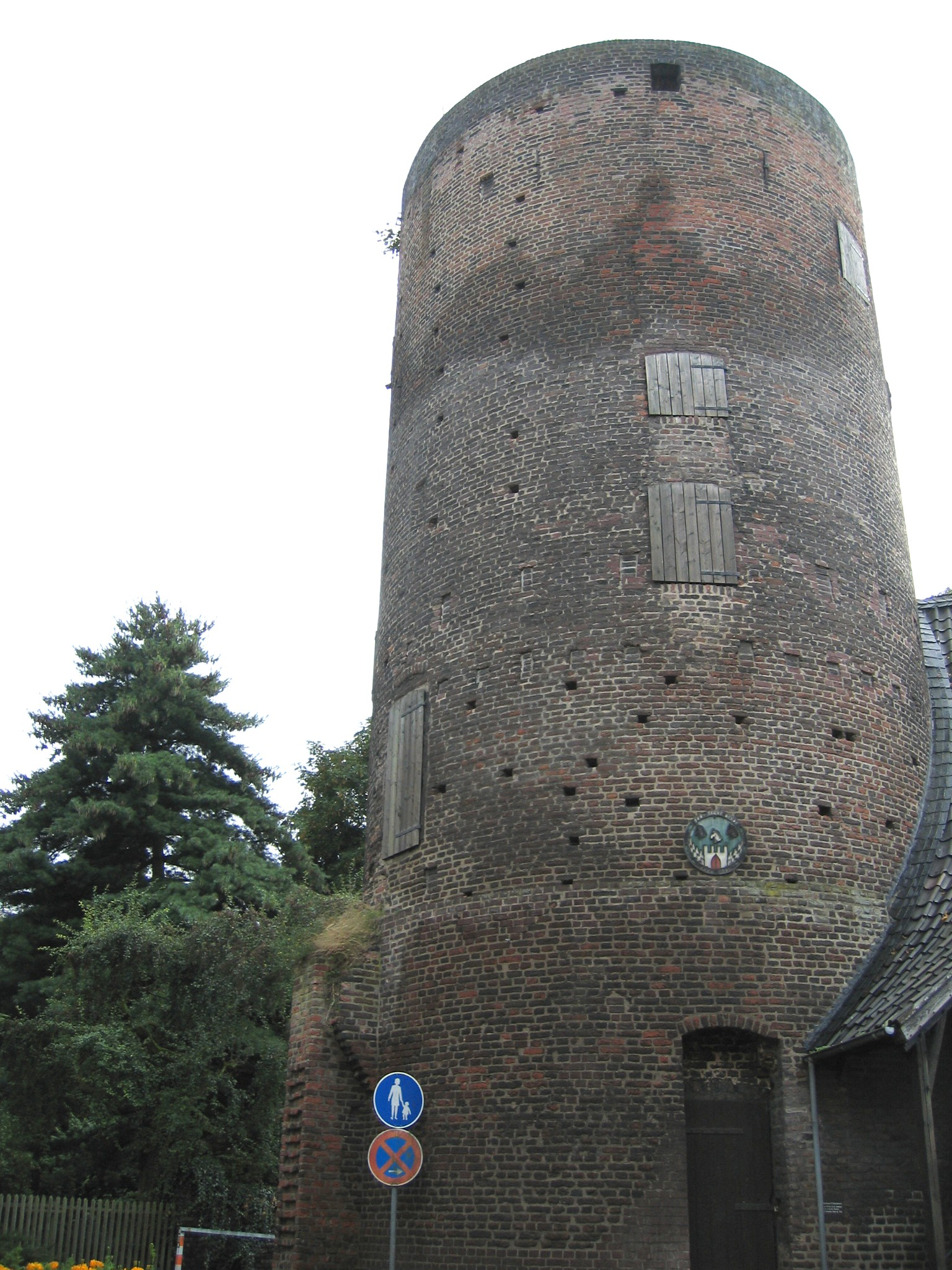
Pulverturm (Ostansicht)
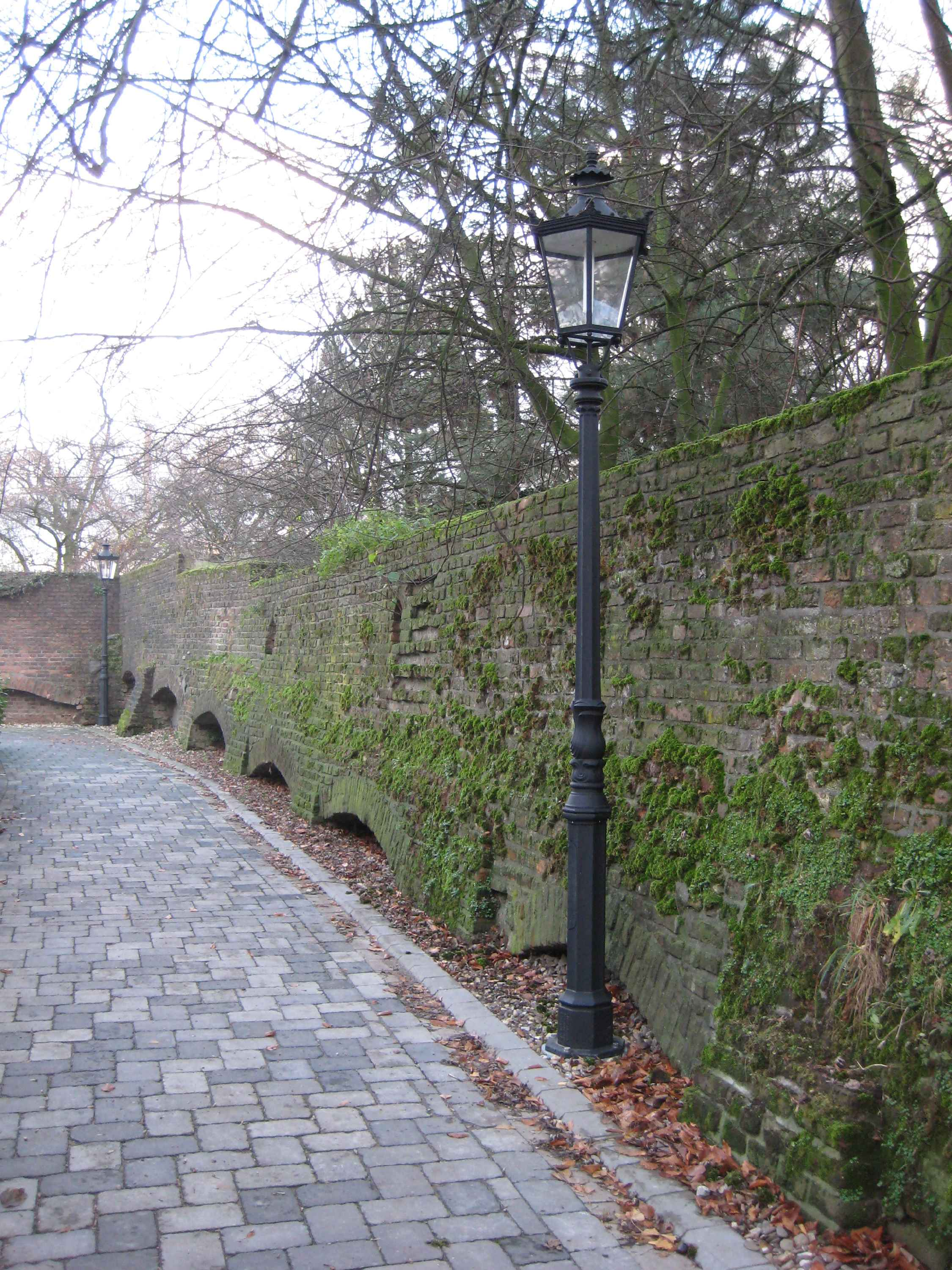
Stadtmauer

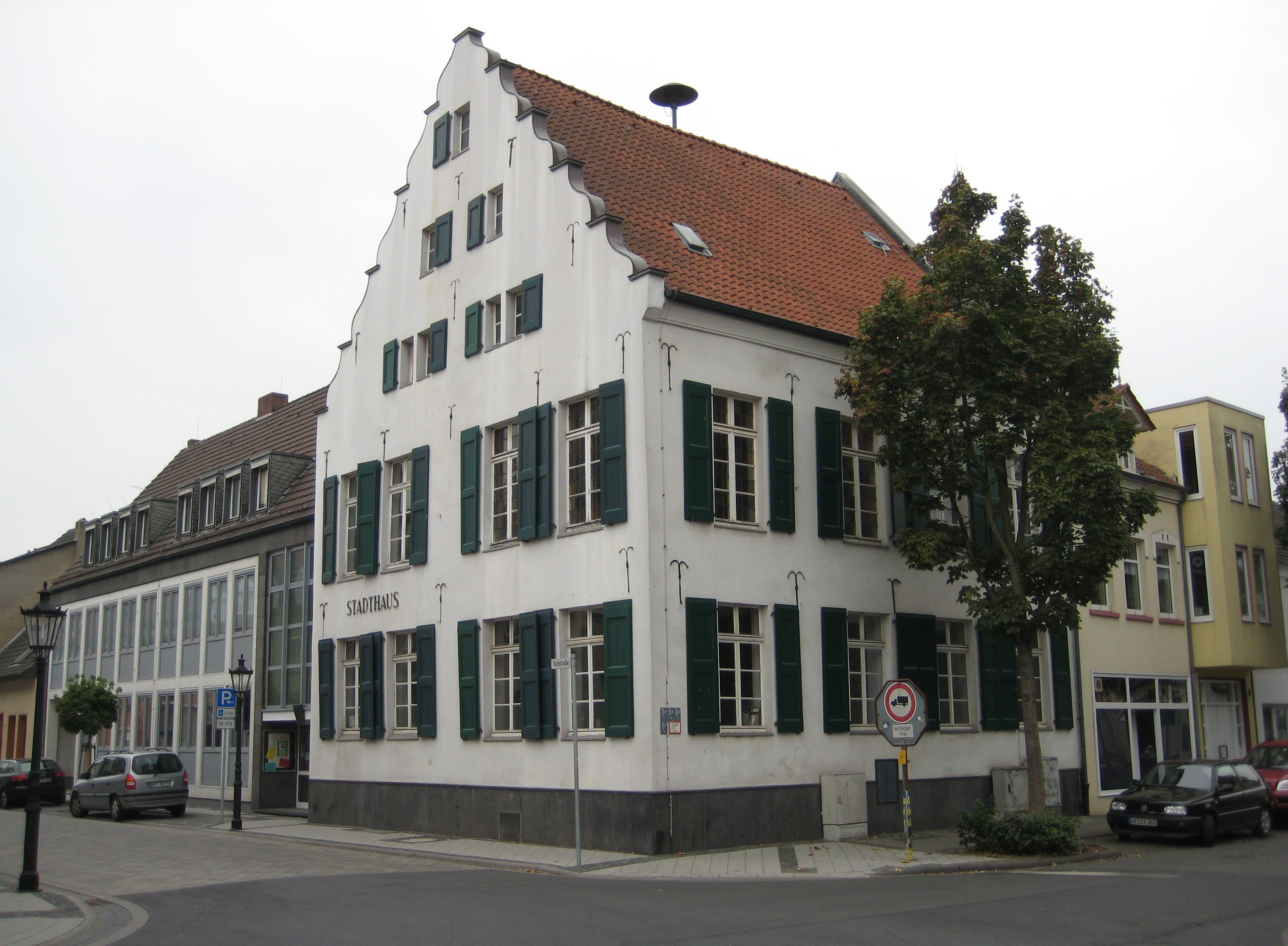
Orsoyer Rathaus

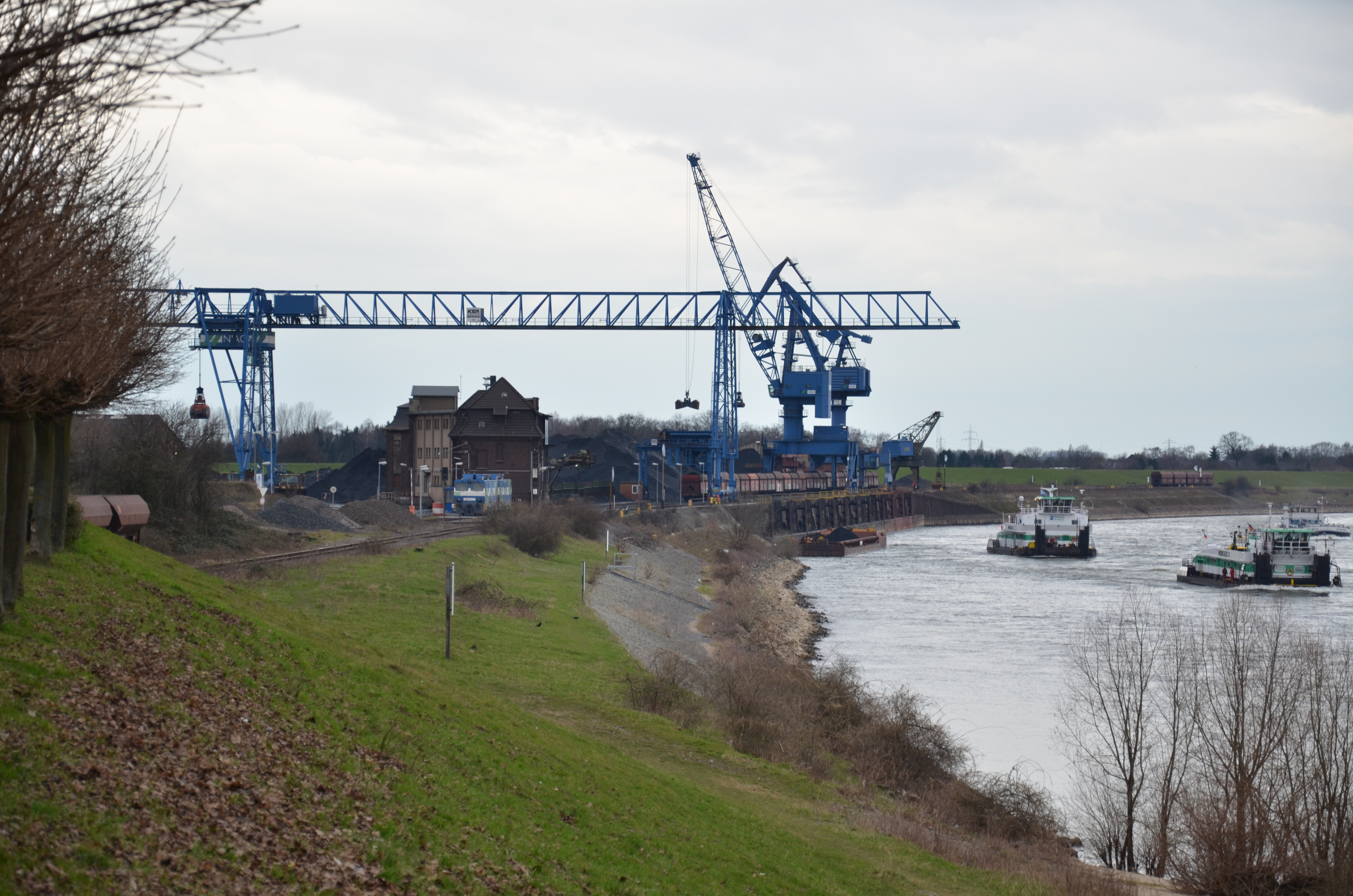
Rheinhafen Orsoy

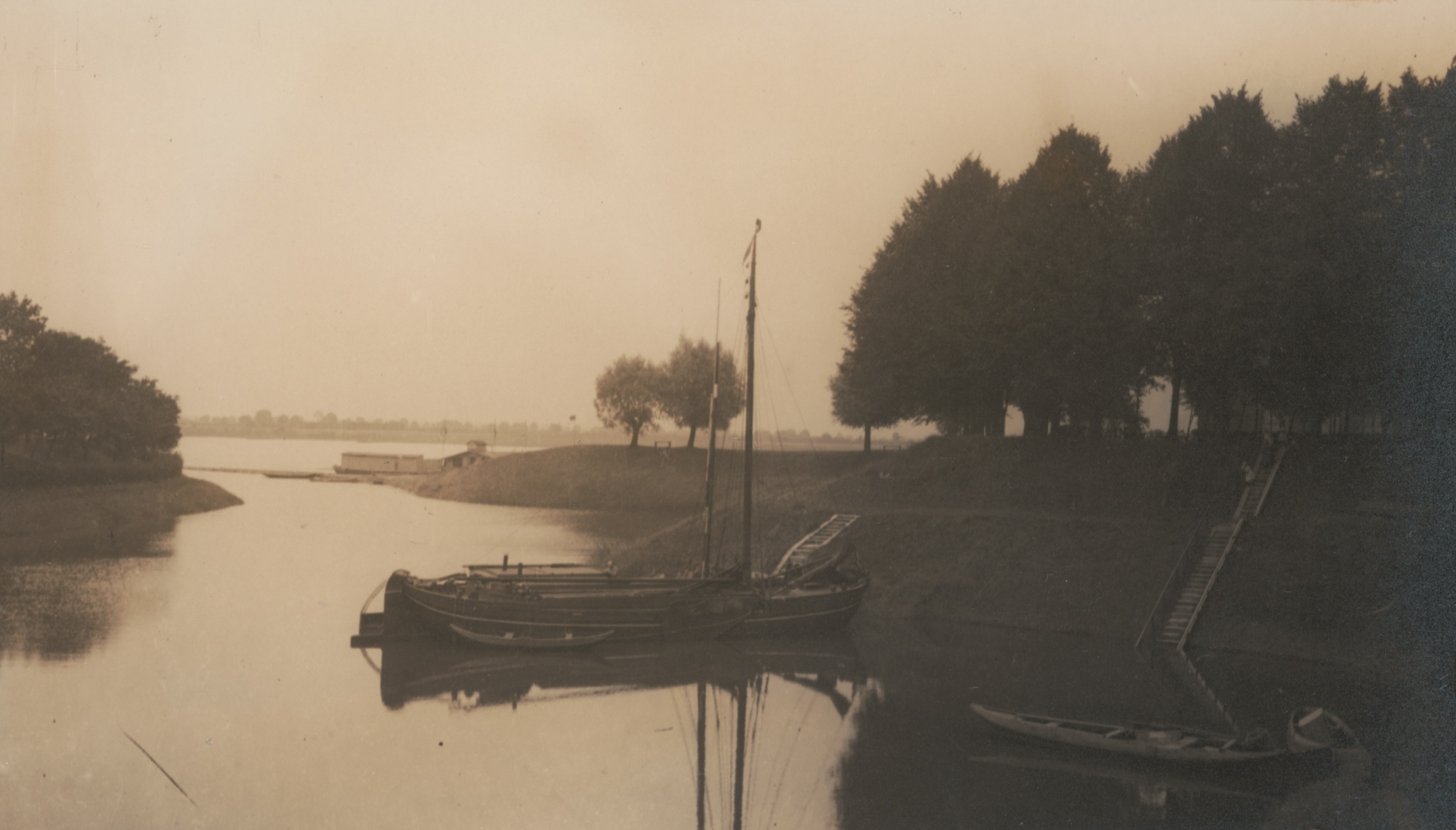
Historischer Hafen Orsoy (bis 1936)

- Pulverturm (Mühlenturm) – der im Volksmund Pulverturm genannte 18 Meter hohe Eckturm der alten Stadtmauer ist um 1550 erbaut worden (Wandstärke bis zu 2 Meter). Seit dem 17. Jahrhundert diente er bis 1865 als Mühlenturm für eine Windmühle. Teile der restaurierten Stadtmauer grenzen direkt an den Turm, d. h. der Pulverturm war der einzige der vier Ecktürme, der direkt in die Stadtmauer integriert war.
- Stadtmauer – erste Ringmauer um 1438 entstanden. Höhe bis zu 8 Meter (Stärke 1,25 Meter), in der maximalen Ausbaustufe waren bis zu elf Türme sowie vier Stadttore an der Mauer vorhanden. Die Stadtmauer ist etwa zur Hälfte erhalten und wurde 1974–1976 restauriert.
- Ehemalige Katholische St.-Nikolaus-Kirche (dreischiffige neugotische Hallenkirche), 1843 bis 1847 erbaut, schwer beschädigt im März 1945 und ohne Turmhelm wieder aufgebaut im Jahre 1951. Endgültige Restaurierung erfolgte von 1971 bis 1974. Zum Ende des Zweiten Weltkrieges im März 1945 wurde der Turm der Kirche durch Beschuss von der anderen Rheinseite zerstört. Die deutschen Einheiten der Wehrmacht vermuteten eine Nutzung des Turmes durch vorrückende Artilleriebeobachter und Funker der US-Army. Am 14. Oktober 2023 wurde die ehemalige Kirche durch den Weihbischof Rolf Lohmann entweiht und soll zukünftlich als Wohngebäude genutzt werden.[35]
- Evangelische Kirche Orsoy bzw. seit 2023 Ökumenische Nikolaus-Kirche Orsoy, um 1450 als Um- und Erweiterungsbau einer älteren Anlage entstanden. Stufenhallenkirche als Backsteinbau im spätgotischen Stil. Ursprünglich dem St. Nikolaus geweiht, wird die Kirche unter niederländischer Besetzung 1632 den Reformierten zugewiesen und ist seitdem protestantisches Gotteshaus. Sehenswert: älteste evangelische Kanzel am Niederrhein (1551). Außerdem bedeutsam ist der altniederländische Hochaltar von Colijn de Coter, der der römisch-katholischen Kirchengemeinden gehört und sich seit der ökumenischen Verwendung des Gebäudes dauerhaft in der evangelischen Kirche befindet. Umfangreiche Sanierungsmaßnahmen zwischen Frühjahr 2010 und Herbst 2012. Wiedereröffnung am 16. Dezember 2012. Seit der Entweihung des katholischen Kirchengebäudes 2023 wird das Gebäude ökumenisch sowohl durch die evangelische als auch die katholische Kirchengemeinde Orsoys verwendet.[35]
- Ehemalige Synagoge – die Jahrzehnte überdauert hat auch die ehemalige Synagoge auf der Seilerbahn. Im Jahre 1866 erbaute die Orsoyer jüdische Gemeinde diese Synagoge mit Schulhaus. Sie hat das Dritte Reich – und damit die Novemberpogrome – wahrscheinlich nur deshalb überstanden, weil sie bereits 1938 als Wohnhaus diente. Die Wohnnutzung besteht bis heute.
- Ehemalige Akzise-Wegezollstelle der Stadt Orsoy am Hafendamm (Nähe Egertor). Erbaut Anfang des 18. Jahrhunderts (um 1710). Das Gebäude wurde 1980 (durch private Spendengelder) von Grund auf vorbildlich restauriert.
- Rathaus, nach der vollständigen Zerstörung Orsoys durch die Spanier 1586 wird auch das Orsoyer Rathaus um 1600 neu aufgebaut. Im Gebäude befindet sich noch eine begehbare alte Gefängniszelle.
- Ehemalige Tabakfabrik (am Südwall) – nach Kriegsende jahrzehntelang Ruine und inoffizieller Abenteuerspielplatz. Wurde in den 1990ern aufwändig saniert und zu Wohnraum umgebaut.
- An der Rheinpromenade verfügt Orsoy über einen eigenen Schiffsanleger. Während der Sommermonate halten hier regelmäßig Passagierschiffe (z. B. Riverlady, Rheinkönigin) auf dem Weg nach Duisburg oder in Richtung Holland.
- Hochwasserschutztor – erbaut im Jahre 1937 im Rahmen der damals durchgeführten massiven Erhöhung und Verstärkung der Rheindeiche am Niederrhein. Das Tor ist in Anlehnung an die historischen Festungstore der Stadt Orsoy gestaltet worden und vermittelt so auch einen Eindruck über die Dimension einer historischen Toranlage. Die Anlage wurde Ende der 1990er Jahre komplett saniert, auf der Rheinseite befinden sich diverse Hochwasserstandsmarken. Der Bürgerschützenverein Orsoy übernimmt seit Jahren die ehrenamtliche Pflege dieses charakteristischen Gebäudes; bei Hochwasser wird das Tor durch die Freiwillige Feuerwehr Orsoy verschlossen. In der Nacht vom 9. zum 10. März 2024 wurde das aus Kupfer gefertigte Stadtsiegel vom Holzgerüst entfernt und gestohlen.[36] In der Nacht vom 12. zum 13. April wurden mehrere Tragebalken abgerissen oder beschädigt.[37]
- In der Nähe von Orsoy überquert eine zweikreisige 380-kV-Leitung den Rhein an zwei je 105 Meter hohen Freileitungsmasten; die Spannweite zwischen den beiden Masten beträgt 545 Meter.
- Der historische Hafen Orsoy am Nordwall war bis 1936 ein Teil des Stadtgrabens am Kastells-Bollwerk auf dem Gelände des heutigen Spielplatzes der Grundschule. Das Hafenbecken wurde während der Deicherhöhung verfüllt.
- Nördlich des Ortes liegt der Rheinhafen Orsoy der NIAG.

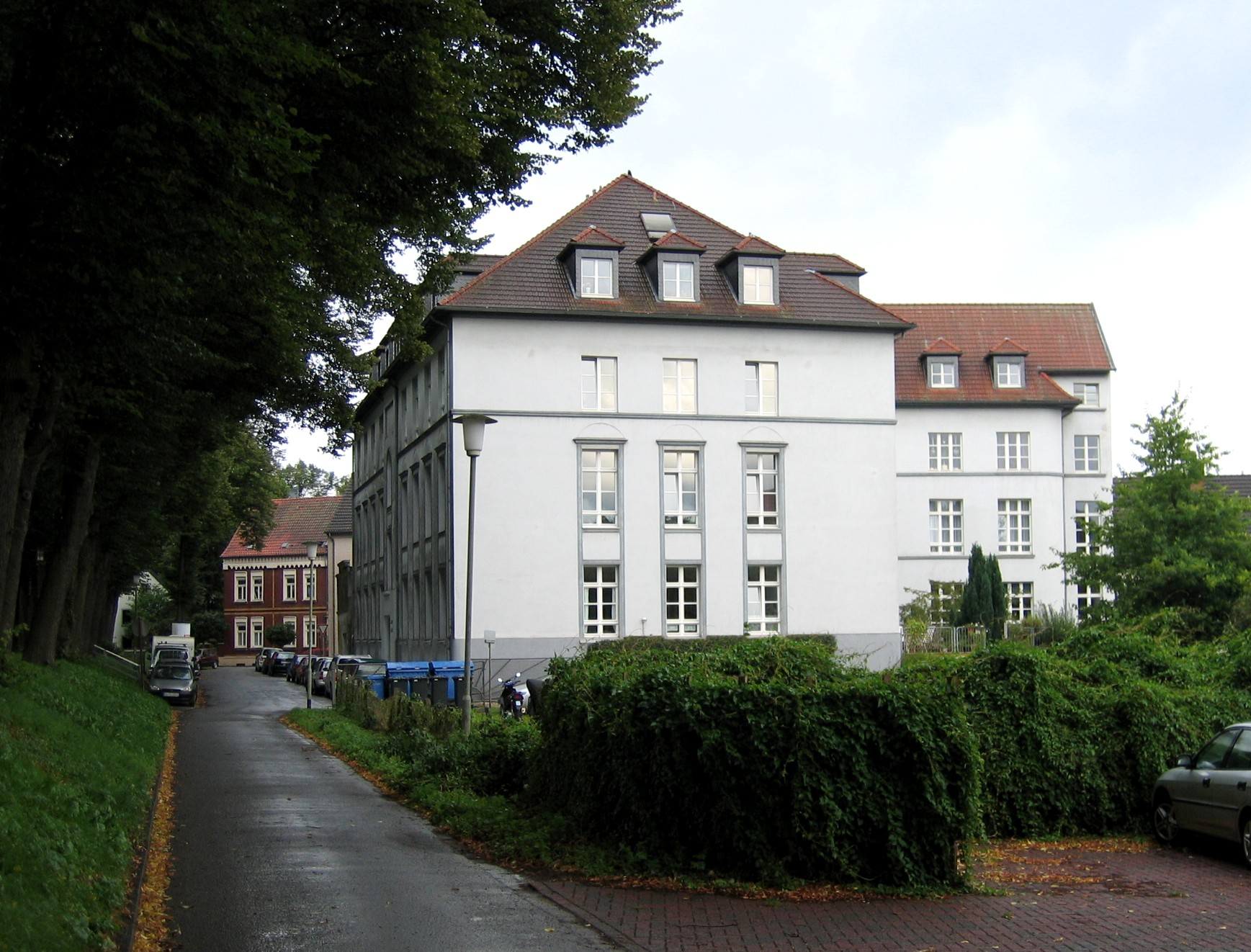
Ehemalige Tabakfabrik
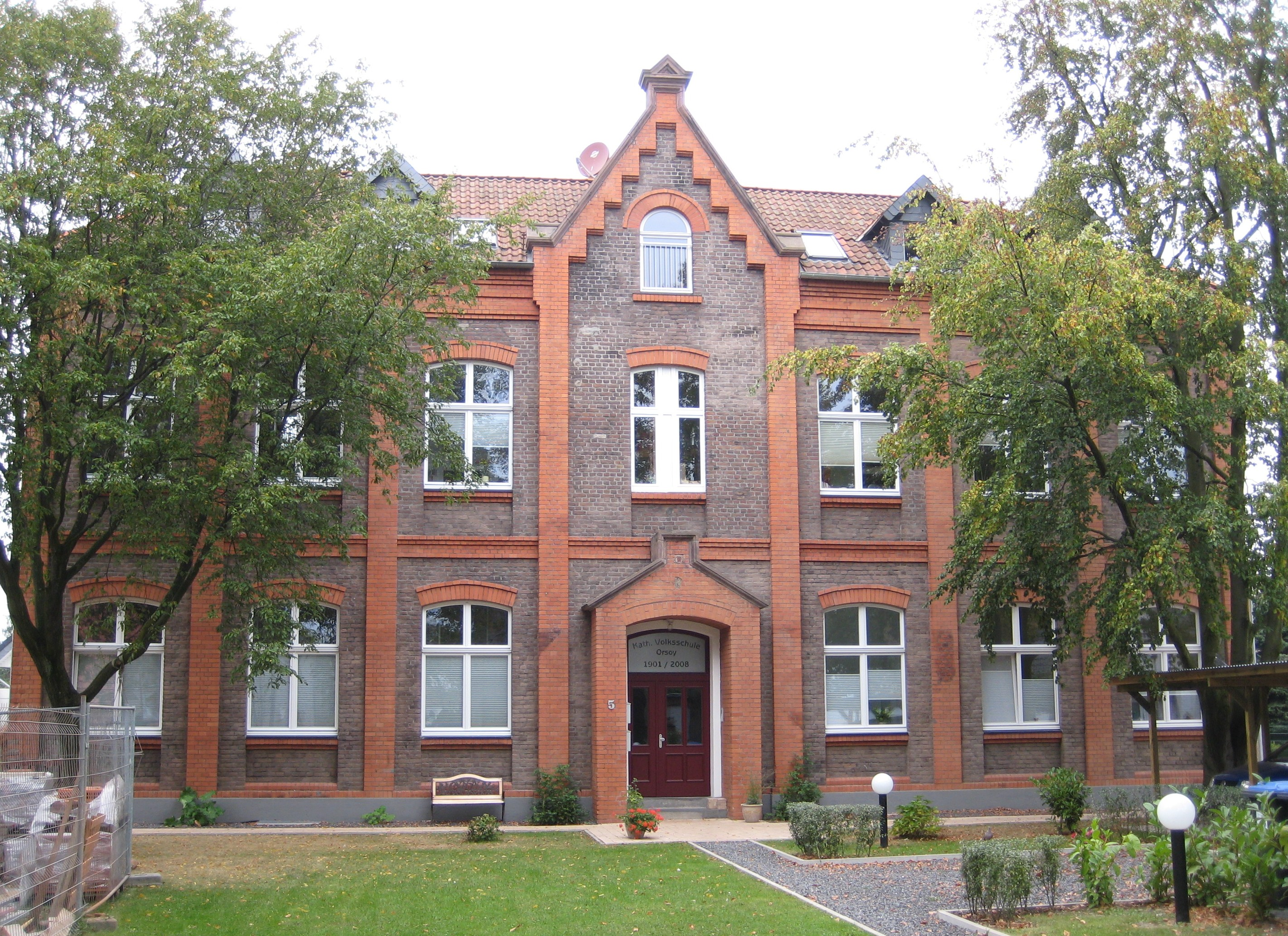
Ehemalige kath. Volksschule
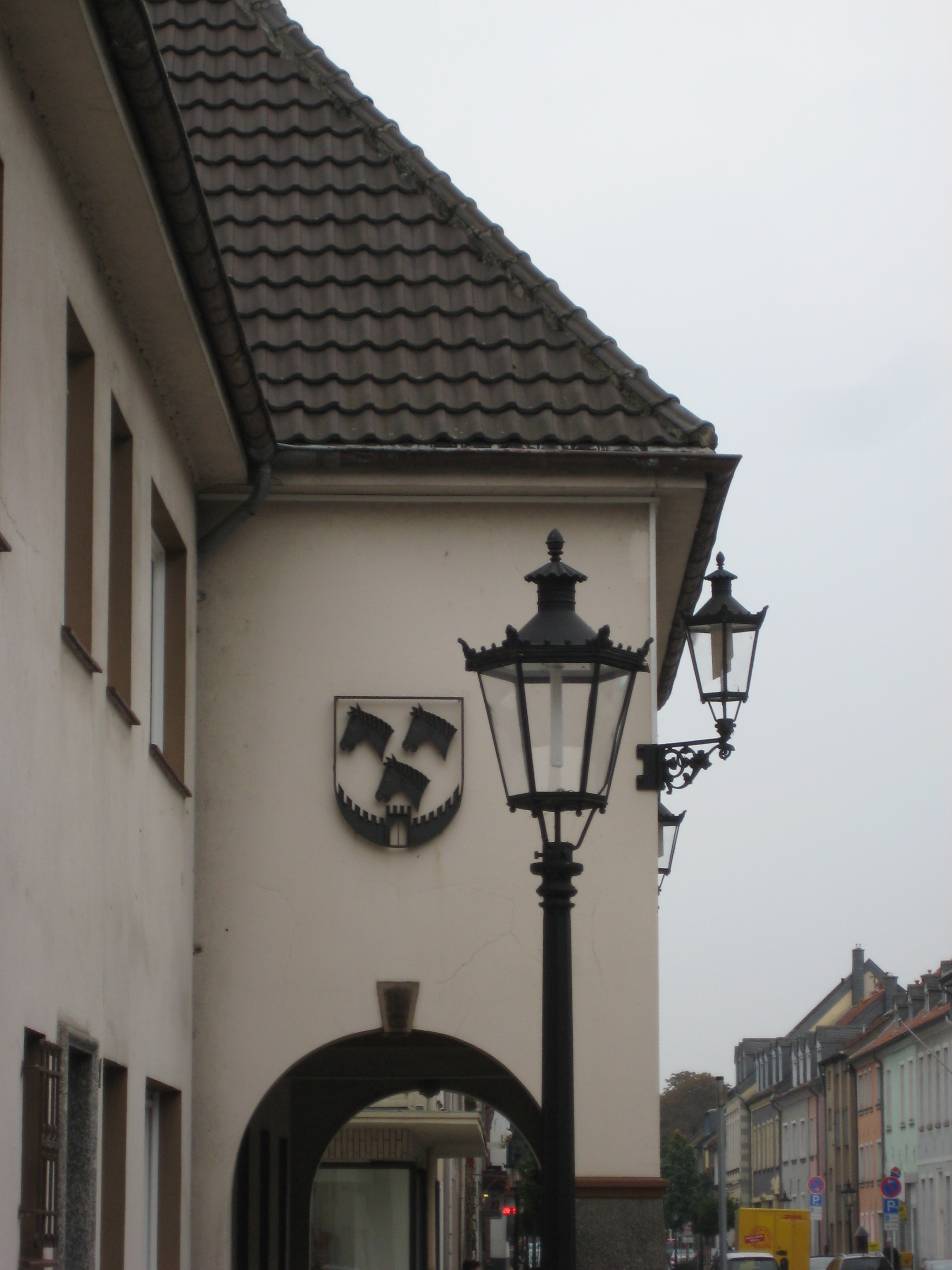
Neues Kuhtor mit Wappen
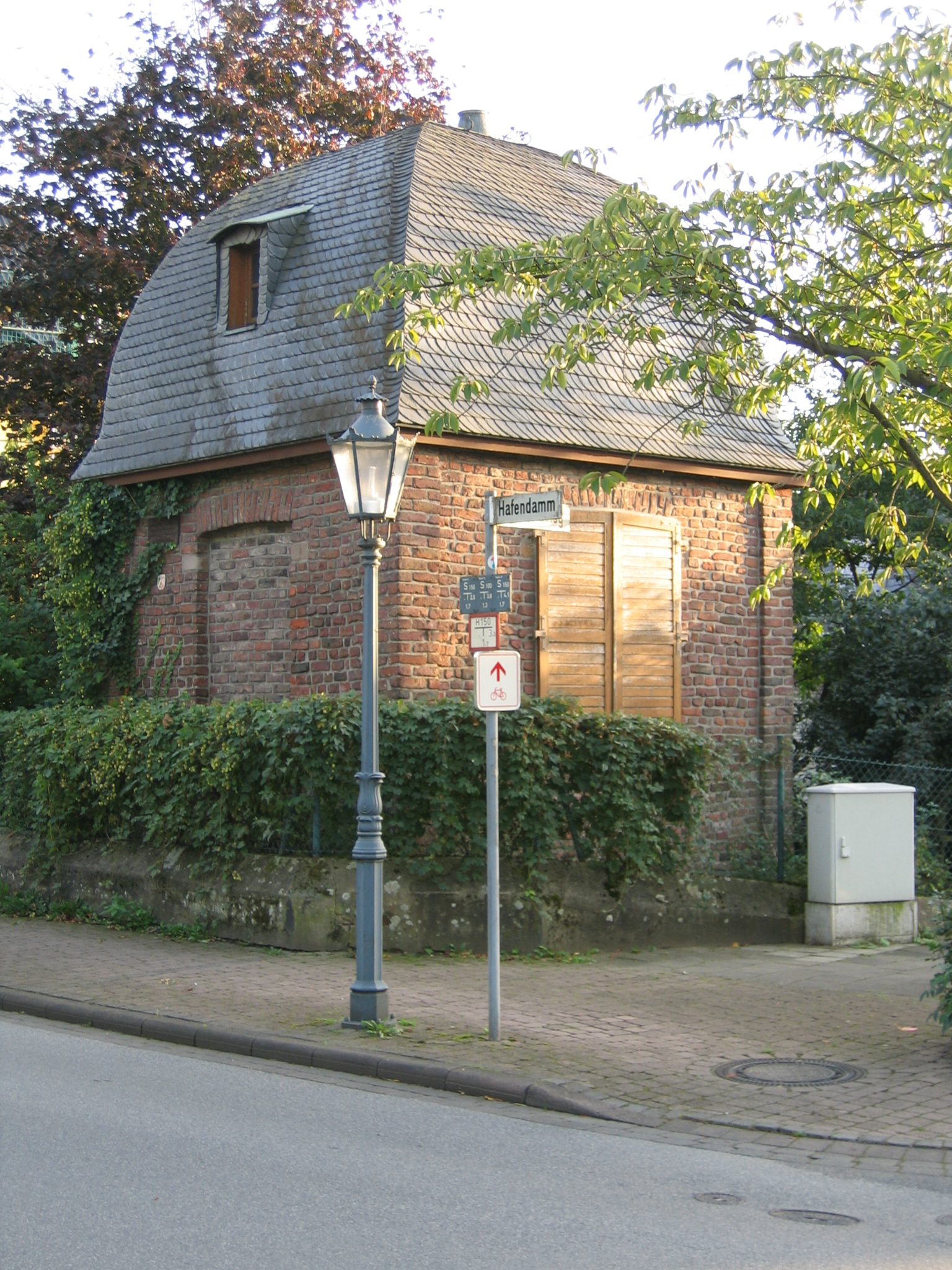
Zollstelle am Hafendamm

### Zerstörte oder abgerissene Bauwerke
- Kuhtor – das letzte von vier Stadttoren Orsoys. Erbaut im 14. Jahrhundert, zerstört am 14. März 1945.
- Rheintor – das vorletzte von vier Stadttoren Orsoys. Erbaut im 14. Jahrhundert, schwer beschädigt und abgerissen im Jahr 1880.
- Blauer Turm – einer der vier Ecktürme der Stadtbefestigung Orsoys. Errichtet spätestens 1550, zerstört frühstens im Jahr 1672 oder später.
- Rheinturm – einer der vier Ecktürme der Stadtbefestigung Orsoys. Errichtet spätestens 1550, zerstört im Jahr 1672.

## Sport
Bereits am 1. April 1919 wurde der Orsoyer Sportverein SV Orsoy gegründet und ins Vereinsregister aufgenommen. Der Verein entstand aus verschiedenen versprengten Gruppen, die seit ca. 1910 aktiv Fußball spielten. Nach dem Zweiten Weltkrieg wurde der Verein 1946 wiederbelebt und später um weitere Sportarten erweitert.

## Kultur
Der Hauptträger des lokalen Brauchtums ist der Bürgerschützenverein Orsoy von 1551 e. V. Der Verein mit circa 550 Mitgliedern ist in vier Kompanien aufgeteilt: drei Herrenkompanien und eine Frauenkompanie. Seit 2022 dürfen zum ersten Mal in der fast 500-jährigen Vereinsgeschichte Frauen am Königsschießen teilnehmen. Der Verein veranstaltet alle zwei Jahre ein viertägiges Schützenfest. In Zusammenarbeit mit anderen lokalen Vereinen engagiert sich der Schützenverein auch anderweitig. So wurden in der Vergangenheit ein Weihnachtsmarkt, ein Oktoberfest sowie ein Osterfeuer mit Ostereiersuche durch den Verein organisiert. 2020 erregte der Verein überregionale Aufmerksamkeit, als er gemeinsam mit anderen Vereinen ein Perspektivpapier „Orsoy 2040“ veröffentlichte. Dieses prangerte an, dass sich die Rheinberger Politik vor allem auf den Stadtbezirk Rheinberg fokussiert, während die anderen Stadtbezirke Orsoy, Budberg sowie Borth und deren Ortsteile ignoriert werden. Das Papier stellte klare Vorschläge zur Verbesserung der Situation in ganz Rheinberg vor, passend zu der damals bevorstehenden Kommunalwahl.

## Hochwasserschutz
Der Raum Orsoy ist durch die höchsten Flussdeiche Europas gegen Rheinhochwasser geschützt. Die Verantwortung trägt der Deichverband Orsoy. Leiter des Deichverbandes ist der Deichgräf.
Die Bedeutung des Orsoyer Rheinbogens für die Tier- und Pflanzenwelt kommt durch die fast völlige Unterschutzstellung als Landschaftsschutzgebiet bzw. insbesondere des Rheinvorlandes als Naturschutzgebiet zum Ausdruck. In den ausgekiesten Gebieten des Rheinvorlands wurden Gewässer in Form alter Rheinarme angelegt.

## Denkmalschutz
Der gesamte Stadtkern von Orsoy und die dazugehörige Festungsanlage wurde am 23. Juni 1983 unter der Nummer 1 in die Liste der Baudenkmäler in Rheinberg eingetragen. Des Weiteren sind eine Vielzahl von Gebäuden und Wohnhäusern gesondert denkmalgeschützt.

## Persönlichkeiten

### Ehrenbürger
- Otto von Bismarck (1815–1898), Reichskanzler; Ehrenbürger im Jahr 1895
- Dietrich Horn (1838–1906), Pädagoge und Rektor der Evangelischen Präparandenanstalt; Ehrenbürger am 1. Oktober 1905[43]
- Gerhard Bierhaus (1865–1934), Tabakfabrikant; Ehrenbürger am 5. Mai 1925[43]
- Johann Landwehr (1870–1947), Kommunalpolitiker und Beigeordneter, Ehrenbürger am 19. Dezember 1930[43][29]

### Söhne und Töchter
- Aletta Haniel (1742–1815), deutsche Unternehmerin und Mutter von Franz Haniel
- Johann Peter Brinckmann (1746–1785), deutscher Mediziner
- Johann Karl Gerhard Keller (1798–1873), evangelischer Pfarrer und preußischer Abgeordneter
- Friedrich Horn, genannt Fritz Horn, (1875–1957), evangelischer Theologe, Präses der Rheinischen Provinzialsynode
- Johannes Theodor Horn (1882–1967), reformierter Theologe, Kirchenpräsident der Provinz Hannover
- Friedel Hoefer (1883–1960), Porträt- und Landschaftsmalerin
- Johannes Stein (1896–1967), Mediziner und Hochschullehrer
- Max Friedemann, genannt Mäcki (1905–1986), deutsch-jüdischer kommunistischer Widerstandskämpfer gegen den Nationalsozialismus, Interbrigadist, Kämpfer in der Résistance, Mitglied der Deutschen Wirtschaftskommission (DWK), Betriebsleiter des VEB Stahl- und Walzwerke Riesa und Handelsrat in Peking
- Heinrich Meyers (1938–2000), Lehrer, Politiker (CDU) und Abgeordneter zum Landtag Nordrhein-Westfalens
- Berthold Seliger (* 1960), Konzertveranstalter, Autor und Publizist
- Heinrich Tiefenbach (1944–2021), Mediävist, Linguist, Namensforscher und Professor für Philologie am Institut für Germanistik der Universität Regensburg
- Claus Lufen (* 1966), Fernsehmoderator und Sportreporter